# Jihlavská radnice
Jihlavská radnice je komplex domů, který se nachází v centru města Jihlavy v horní polovině Masarykova náměstí. Sídlí zde magistrát města.

## Historie
Od konce 12. století, kdy byla v Jihlavě nalezena stříbrná ruda, se začíná formovat nové město. Bylo nutné zajistit smysluplnou výstavbu a uspořádání nově vznikajících domů, proto v roce 1270 dal Přemysl Otakar II. hornickému městu Jihlava městský stavební řád. Byl to jeden z prvních stavebních řádů na našem území. V tomto období se také začíná formovat blok domů budoucí radnice.

### 14. století
Kolem roku 1300 byl v místech dnešní radnice postaven první kamenný dům, který nahradil původní dřevěné, nejspíše roubené nebo hrázděné stavby, které byly zničeny požárem. Raně gotický dům měl dvoutraktovou dispozici, která je v současné podobě budovy stále patrná. Dům měl dvě gotická loubí. V takovémto případě můžeme předpokládat i přítomnost zděného nebo hrázděného prvního patra.

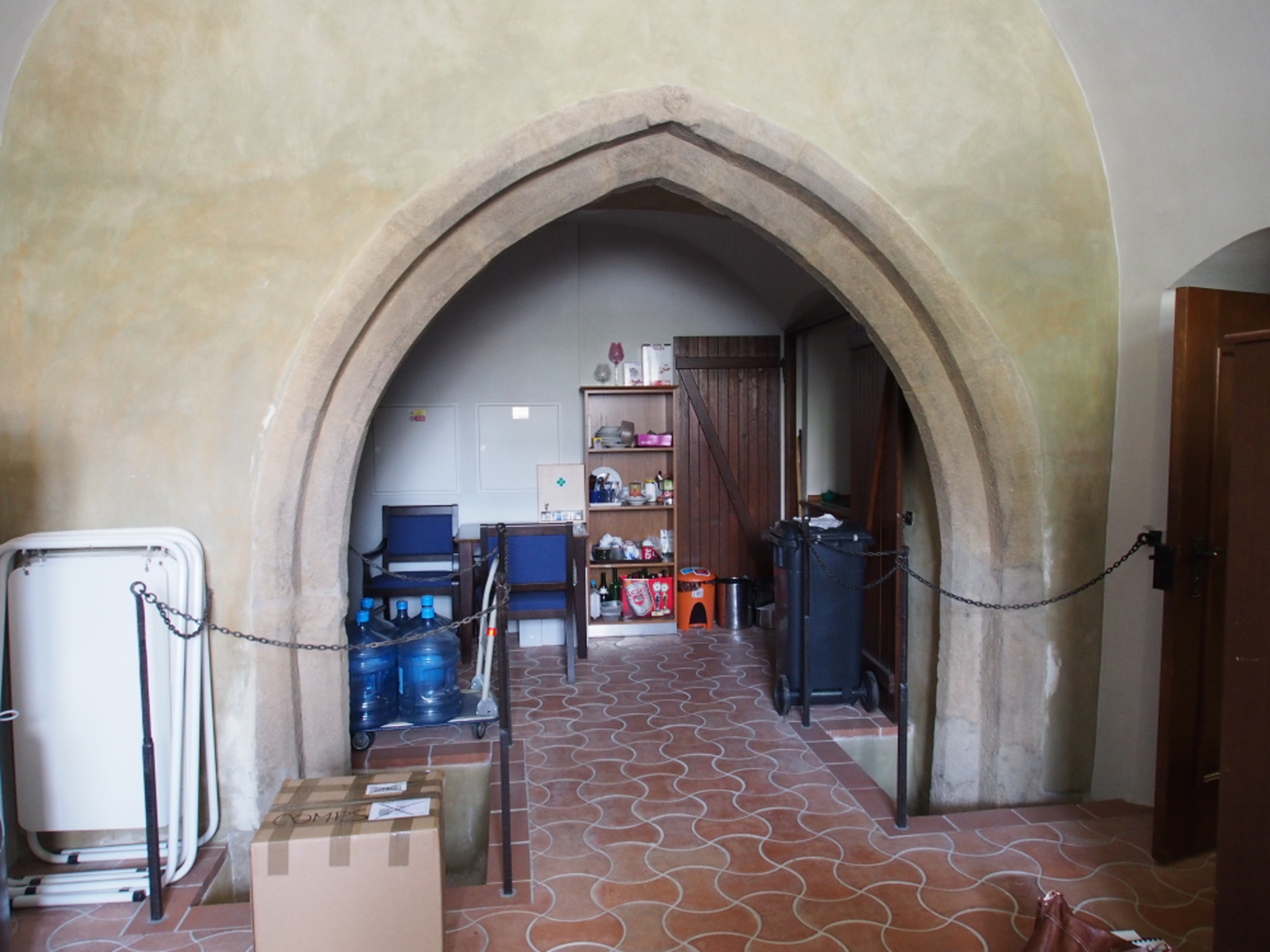
Portál bývalého loubí (Cippusův dům)

Dodnes je zachován gotický portál, kterým se do domu vstupovalo. Portál se nacházel v severní části loubí. Výška arkád loubí původně dosahovala 4,8 m a hloubka podloubí byla 4 m. Samotný dům pak měl šířku cca 11 m a hloubka obytných prostor byla 18 m.
Ke konci 14. století patřil tento dům patriciji Cippusovi, po němž byl dům později pojmenován. Dřívější majitelé nejsou známi. Po Cippusovi vlastnil dům Mikuláš Barchaník, od něhož ho město Jihlava odkoupilo.
V roce 1425 byla tedy původní budova radnice, která se nacházela na západní straně Masarykova náměstí mezi ulicí Benešova a Matky boží, směněna právě za Cippusův dům na protější východní straně náměstí. Cippusův dům je nyní součástí severního a středního domu radnice.

### 15. století
Dnešní budovu radnice tvoří čtyři dříve samostatné měšťanské domy. Radnice byla přestěhována na nynější místo v 15. století, kdy bylo nutné zajistit pro rozrůstající se město stabilní místo pro zasedání městské rady. Ta se doposud scházela po domech jednotlivých konšelů.

### 16. století
V roce 1509 byl objekt rozšířen o další, sousední, nejspíše také dvoutraktový Holclinův dům, který je dnes prostředním článkem v radničním komplexu.

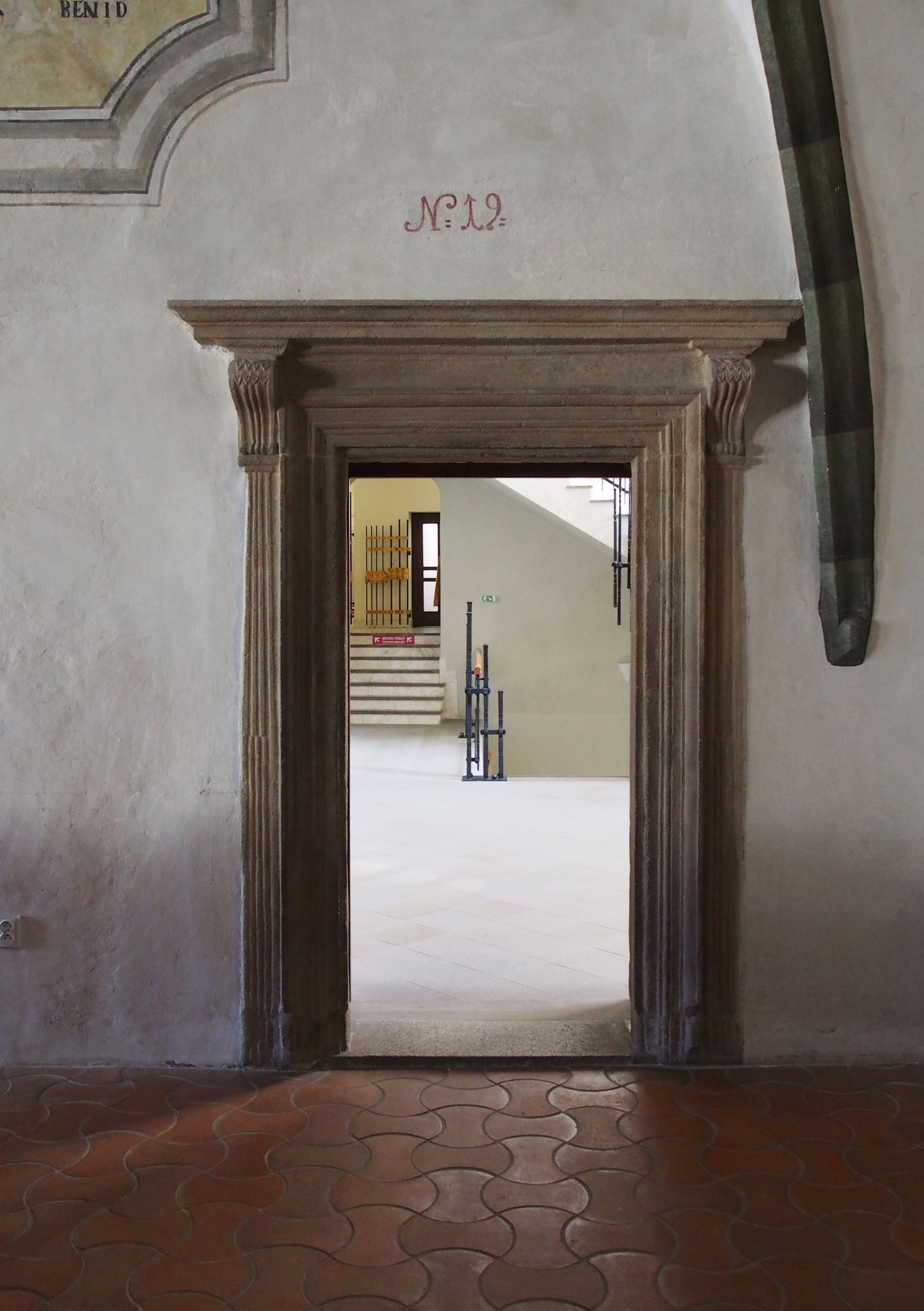
Renesanční portál (Cippusův / střední dům)

Ve středověku postihla město řada požárů. Některé z nich zasáhly i budovy radnice. Po velkém požáru 13. září 1535 bylo nutné radnici rekonstruovat. V této době vznikly také nové barevné skleněné výplně gotických oken v gotické síni.
Při dalším požáru v roce 1551 shořel téměř celý radniční komplex. V rámci oprav došlo k přístavbě prvního patra v podobě velké gotické síně v domě č. 1. Tato síň navazuje na menší prostor, s kterým je propojena zdobeným renesančním portálem. Došlo také k posunutí průčelí na úkor podloubí. Prostory, které podloubí vytvářely, se staly součástí interiérů domů. Došlo tak k rozšíření míst k provozování obchodu. Nová průčelí získala pozdně gotické půlkruhové portály. Kromě velké gotické síně se v prvním patře nachází ještě barokní obřadní síň se štukovou výzdobou. Došlo také ke sjednocení průčelí obou domů. Patrový dům měl osm okenních os. Střecha domů byla z pálené krytiny.

V roce 1556 byla na radnici postavena věžička s tzv. „českými“ hodinami. Renesanční výmalbu a výzdobu pak radnice získala v letech 1557 a 1558. Bylo opraveno průčelí a byla osazena nová renesanční okna. Celá plocha průčelí byla zakryta freskou „Schvalování městských práv panovníkem“. V roce 1561 byla gotická síň vyzdobena nápisy na klenební pole a v roce 1574 na radničním nádvoří vznikla velká renesanční soudní síň (dolní zasedací sál). K dokončení renesanční přestavby a vyměnění hodin na věžičce za „poloviční“ nebo „německé“ došlo v roce 1594. Ty byly znovu opravovány v roce 1734. 

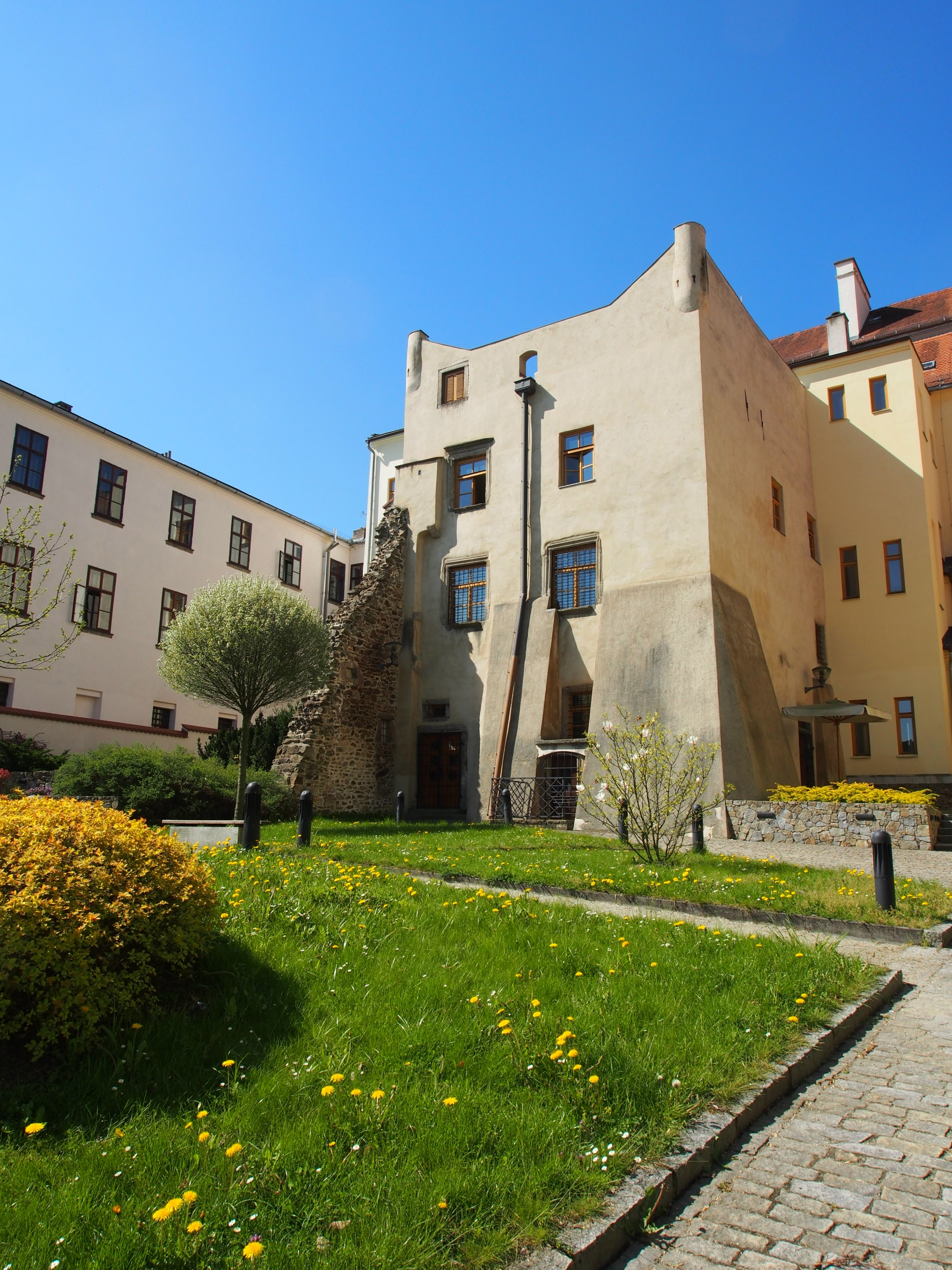
Radniční dvůr (Holclinův dům)

### 18. století
Po příchodu jezuitů došlo k nástupu baroka ve městě. Byla založena jezuitská kolej a gymnázium s kostelem sv. Ignáce z Loyoly a město získávalo barokní ráz. Úpravy se týkaly i radnice. V roce 1716 byla vystavena kaple zasvěcená sv. Dimasovi v dvorní části komplexu. O jedenáct let později byl ke komplexu připojen Kentlinův dům. Tento dům má své kořeny pravděpodobně v 60. letech 13. století.
Později v roce 1734 byl soubor tří domů sjednocen, propojen schodišti a v roce 1786 získal jednotnou klasicistní fasádu, která zcela překryla renesanční fresku. Téhož roku byl tento komplex domů radnice zvýšen o druhé patro a zakryt mansardovou taškovou střechou. V této době byl příčkou přepažen prostor velké gotické síně a nad průčelní polovinou sálu byl zavěšen barokní strop.

### 21. století
Komplex byl pak ještě několikrát částečně opravován a upravován. K další významnější rekonstrukci došlo však až v letech 2004 až 2006, kdy byl rekonstruován celý komplex včetně dvorní části radnice.
Již na začátku roku 2004 byly dokončeny statické práce na středním sloupu ve velké gotické síni. Došlo k odstranění střední příčky, která prostor od dob baroka dělila na dvě poloviny.

## Interiér – přízemí

### Cippusův dům
Cippusův dům byl prvním zakoupeným domem komplexu radnice a je zároveň nejsevernějším domem celého komplexu.
V nejsevernější části přízemí Cippusova domu se nachází jediná dochovaná část vnitřní zdi z lomového kamene raně gotického loubí se zachovalým lomeným portálem. Tato zeď sice prochází celým objektem, ale mimo tuto místnost pouze pod úrovní terénu. V místech portálu byla nalezena původní oblázková dlažba. Tato dlažba je v okolí patek portálu viditelná ve vybudovaných výklencích.
V navazujících jižně položených prostorách můžeme sledovat průběh vnitřní zdi zaniklého loubí. Ta má tloušťku 1,3m. V jižní zdi, prostoru současné vstupní části s recepcí, se nachází mohutný pilíř, který byl součástí loubí. Prostory mají renesanční valenou klenbu, která je prolomená třemi páry styčných trojbokých výsečí s hřebínky. Toto je obdobné i v sousedním traktu.

### Střední dům

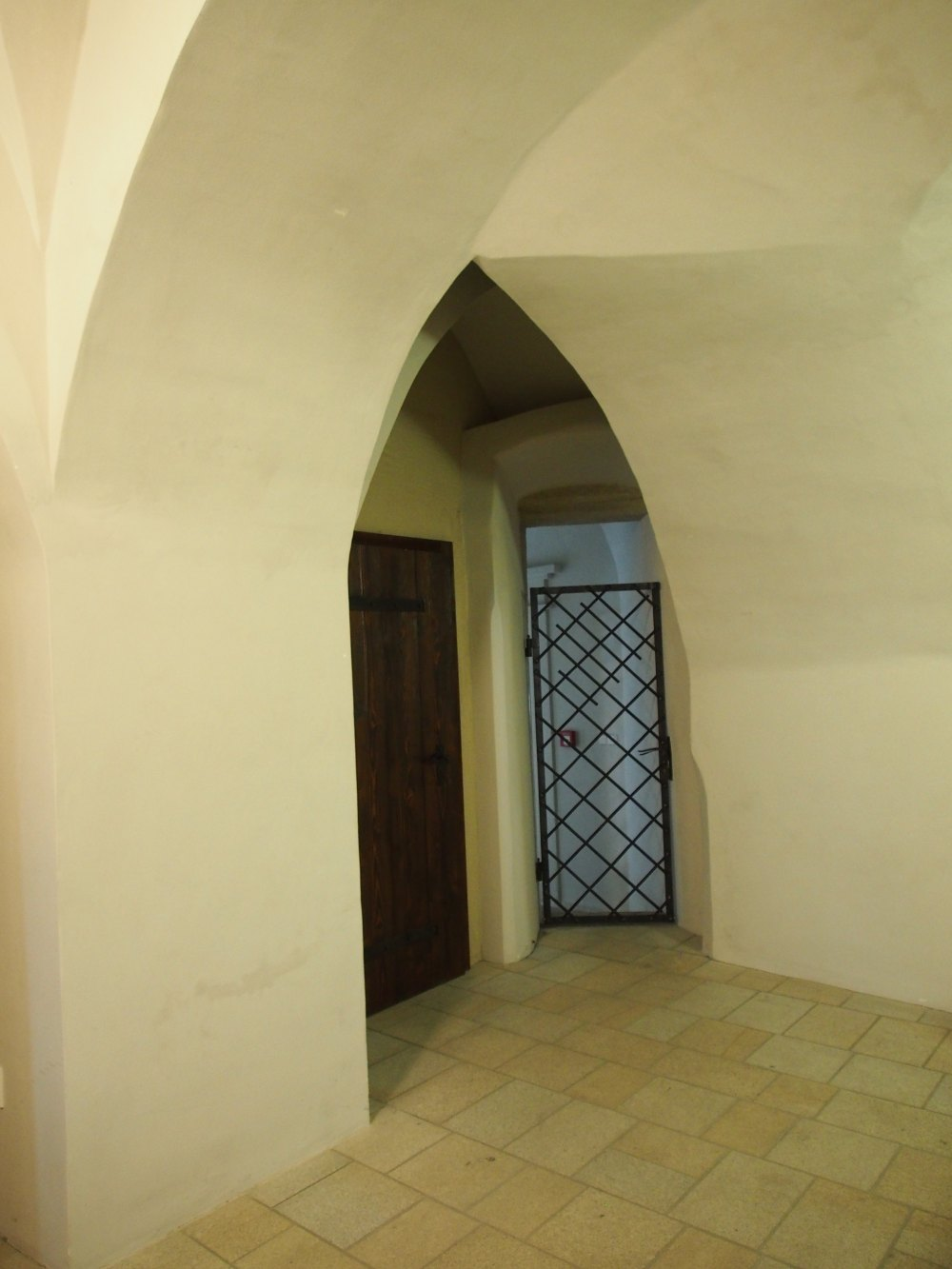
Průchod do středního domu (Holclinův dům)

Střední dům se nachází mezi domem Cippusovým a Holclinovým.
V jižní stěně tohoto domu, která je zároveň součástí navazujícího Holclinova domu, se nacházejí čtyři mohutné gotické slepé arkády s lomenými oblouky. Výška arkád je 3,2 m. Na východní straně je arkáda ukončena šikmo. Je zde v nároží šikmo osazený portál vedoucí do dvorní části objektu.

### Holclinův dům
Holclinův dům je nejjižnějším domem v souboru domů č. p. 96 – 1. Ke komplexu byl připojen jako druhý.
V severovýchodní části přízemí se zachovala polygonální hlavice pilíře gotického loubí, která se nachází v severovýchodním koutě, kde navazuje na vnitřní zeď zaniklého loubí. Je zde zachován i výběh raně gotického podloubí s konzolovitým vyložením. Patka se nachází 196 cm nad podlahou a výška oblouku je 236 cm. Žebro vybíhá směrem do západní části prostoru a to rovnoběžně s hloubkovou zdí.
Je zde zachován i fragment gotické malby architektury. Na malbě je zobrazena věž s podsebitím s okénky a domovní zástavba se střechami. Malba je částečně porušena mladší renesanční klenbou. Hlavní prostor byl původně síní v Holclinově domě. Tvoří ho asymetrická dvojlodní kompozice s řadou středních pilířů. Prostor je zaklenut renesanční půloválnou valenou klenbou, které má na stranách hřebínky.

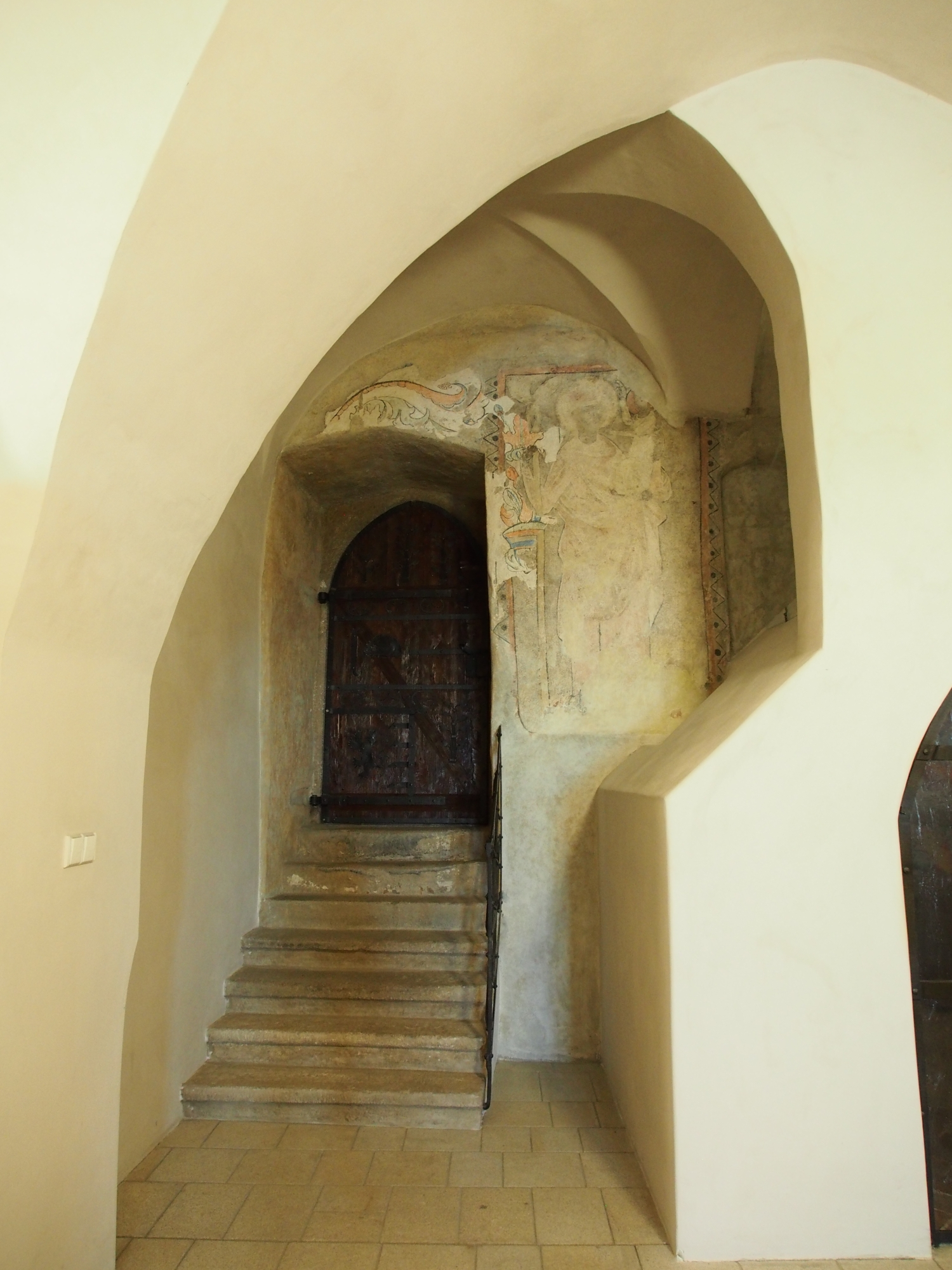
Freska sv. Kryštofa (Holclinův dům)

V jižní stěně můžeme najít výběh arkády loubí a naproti se ve vzdálenosti 2,5 m od dnešního průčelí nachází pilíř loubí. Jižní část pilíře se pak nachází v domě č. 2. V zadní části prostoru se v této zdi nachází i raně gotické sedile, které bylo porušeno vložením pilířků renesančních kleneb. Gotické sedile, vystupující ze zdi o 17 cm, má čtyřikrát 3 pole malých obloučkových arkád s výběhy na odstupněných konzolkách. V úrovni konzolek byly později pilířky odtesány.
Během rekonstrukce, která začala v roce 2004, byla v roce 2005 nalezena raně gotická figurální malba na vnitřní straně průčelní zdi do dvora tohoto domu. Na malbě je vyobrazen sv. Kryštof s malým Ježíškem sedícím na jeho levém rameni. Rám obrazu tvoří geometrická pasparta. Pod touto malbou se nachází ještě malba starší. Dochovaly se také tři gotické lomené portály, které byly součástí Holclinova domu. Jeden z portálů se nachází vedle fresky sv. Kryštofa, dva zbylé pak vedou do pozdně gotické „kaple“ ve sníženém přízemí, která byla využívána jako konírna.
Oba domy byly po zakoupení Holclinova domu vzájemně interiérově propojeny. V prostoru s freskou, zaklenutém křížovou klenbou s hřebínky po okrajích, byl původně nástup na schodiště, které vedlo do síně prvního patra. Dochovala se pouze část schodiště – pilíř o rozměrech 183 × 75 cm.

#### Malá obřadní síň – „kaple“

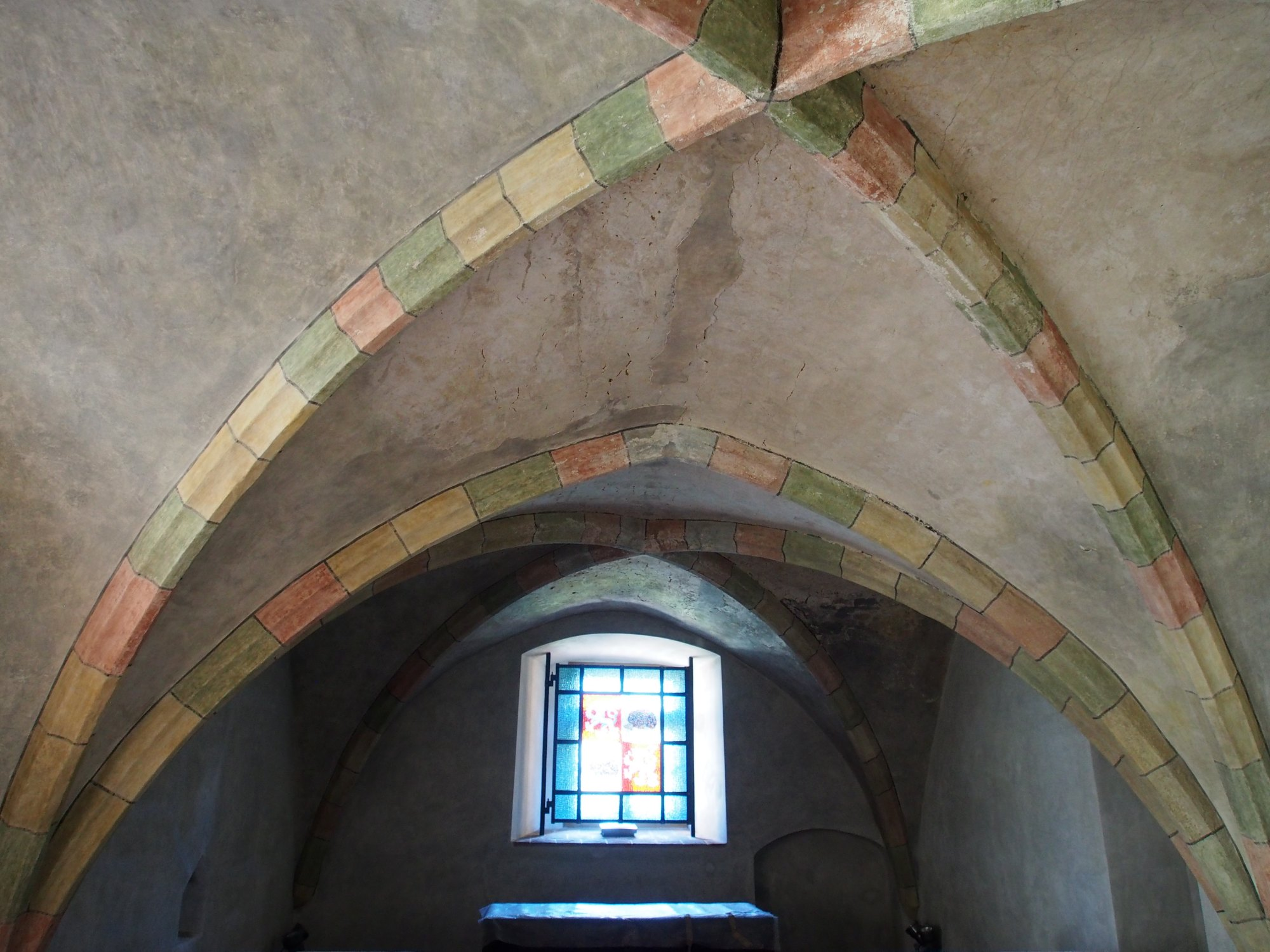
Malá obřadní síň (Holclinův dům)

Hlavní vstup do malé pozdně gotické obřadní kaple se nacházel v Holclinově domě u Fresky sv. Kryštofa. Prostor je zaklenut dvěma poli křížové žebrové omítané klenby. Můžeme zde najít renesanční a barokní fresky. Ve vrcholu je například viditelná malba tří ptáčků. Žebra klenby jsou barevně členěná. Střídají se zde barvy červená – černá, zelená – modrá.
Podél jižní stěny byly pravděpodobně umístěny tesané žlaby, neboť prostor v minulosti sloužil také jako konírna.
Proti hlavnímu vstupu se nachází nika. Je zde lomený gotický portál s tesaným profilem. Je podobný tomu, co se nachází na levé straně v místnosti vedlejší, která je situována příčně na hlavní prostoru kaple. V této místnosti je patrný rub kleneb sklepa.

### Dům č. 2 – Kentlinův dům
V 18. století byl připojen třetí, a zároveň poslední dům, který nese jméno Kentlinův. Kentlinův dům je nejjižnějším domem komplexu a v raném středověku se rozkládal přes dvě parcely. Tento dům, na rozdíl od dvou předchozích, nebyl odkoupen, ale připadl městu dědictvím.

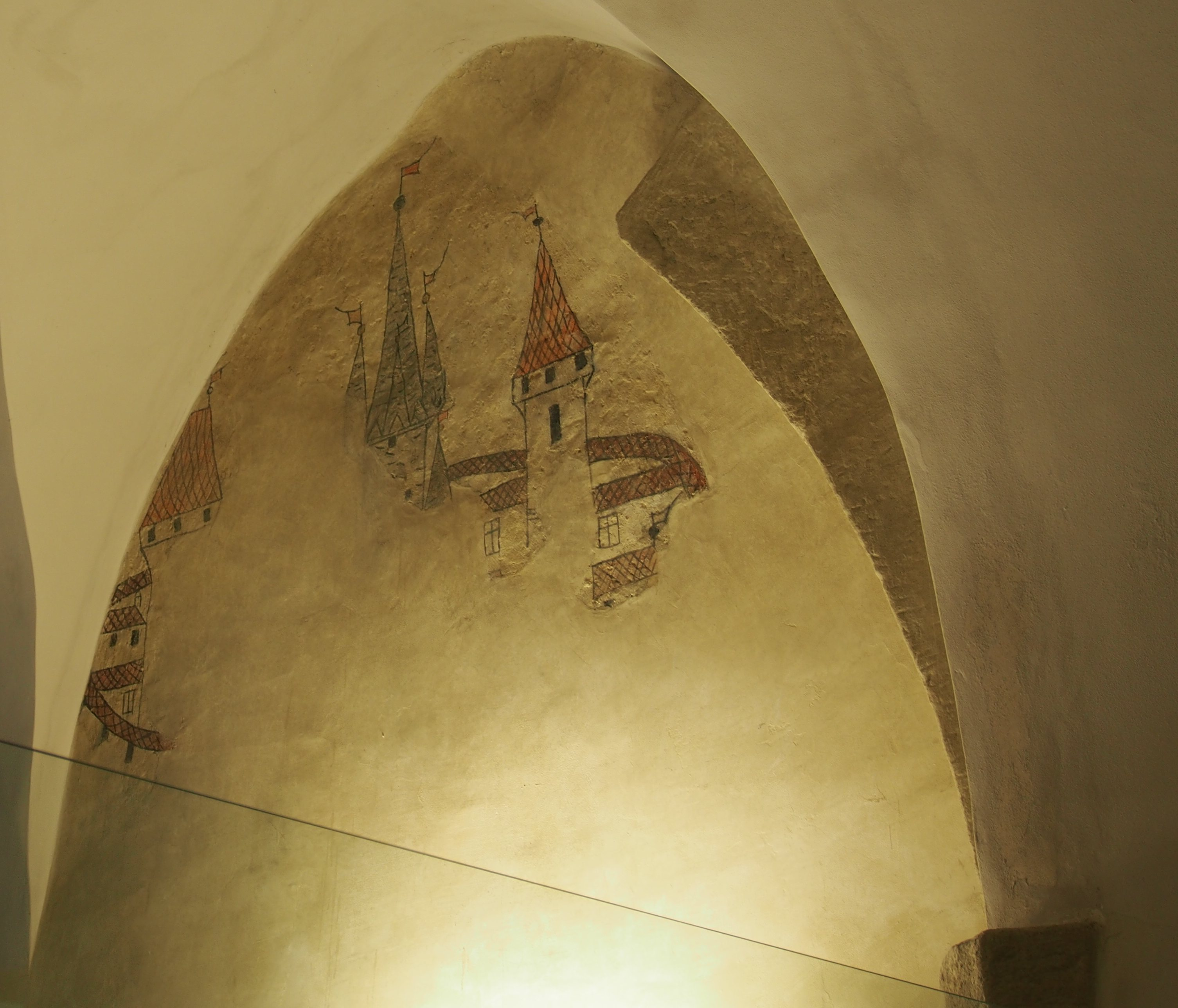
Freska dvou věží (Kentlinův dům)

I v přízemí Kentlinova domu zřejmý rozšířený základ hraniční zdi z lomového kamene, což se potvrdilo při rekonstrukci v roce 2004, kdy zde bylo nalezeno raně gotické sedile. To je považováno za jeden z nejstarších dochovaných prvků komplexu vůbec. Profil sedile je tesaný a obloučky mají výšku 30 cm a vnitřní šířka je 48 cm.
Zachovaly se zde také pilíře zaniklého raně gotického loubí. Jeden se nachází asi 2 m od vnitřního líce dnešního východního průčelí v severní zdi domu. Dřík pilíře o výšce 170 cm je polygonální a dosedá na patku s deskou, oblounkem a výžlabkem. Hlavice pilíře má obloun, výžlabek a předsazenou římsu. Pilíř loubí ve zdi jižní je pak tomu ve zdi severní velmi podobný. Patka pilíře se nachází 40 cm nad současnou úrovní terénu.
Levý trakt domu má dvě pole křížové klenby s hřebínky na hranách a ve vrcholu klenby. V této tzv. erbovní místnosti byly odhaleny fragmenty maleb.

## Interiér – první patro

### Cippusův a střední dům
V prvním patře těchto dvou původních domů se nachází velká gotická síň a barokní zasedací místnost.

#### Velká gotická síň
Prostor je zaklenut křížovou klenbou o čtyřech polích, která je svedena na střední polygonální pilíř. V rozích uličního traktu dosedají žebra na tesané kuželovité konzoly, které navazují na koutové pilířky. Na žebra klenby byly použity pozdně gotické pálené cihelné tvárnice. Na žebrech s oboustranným výžlabkem se dochovaly i zbytky polychromie.

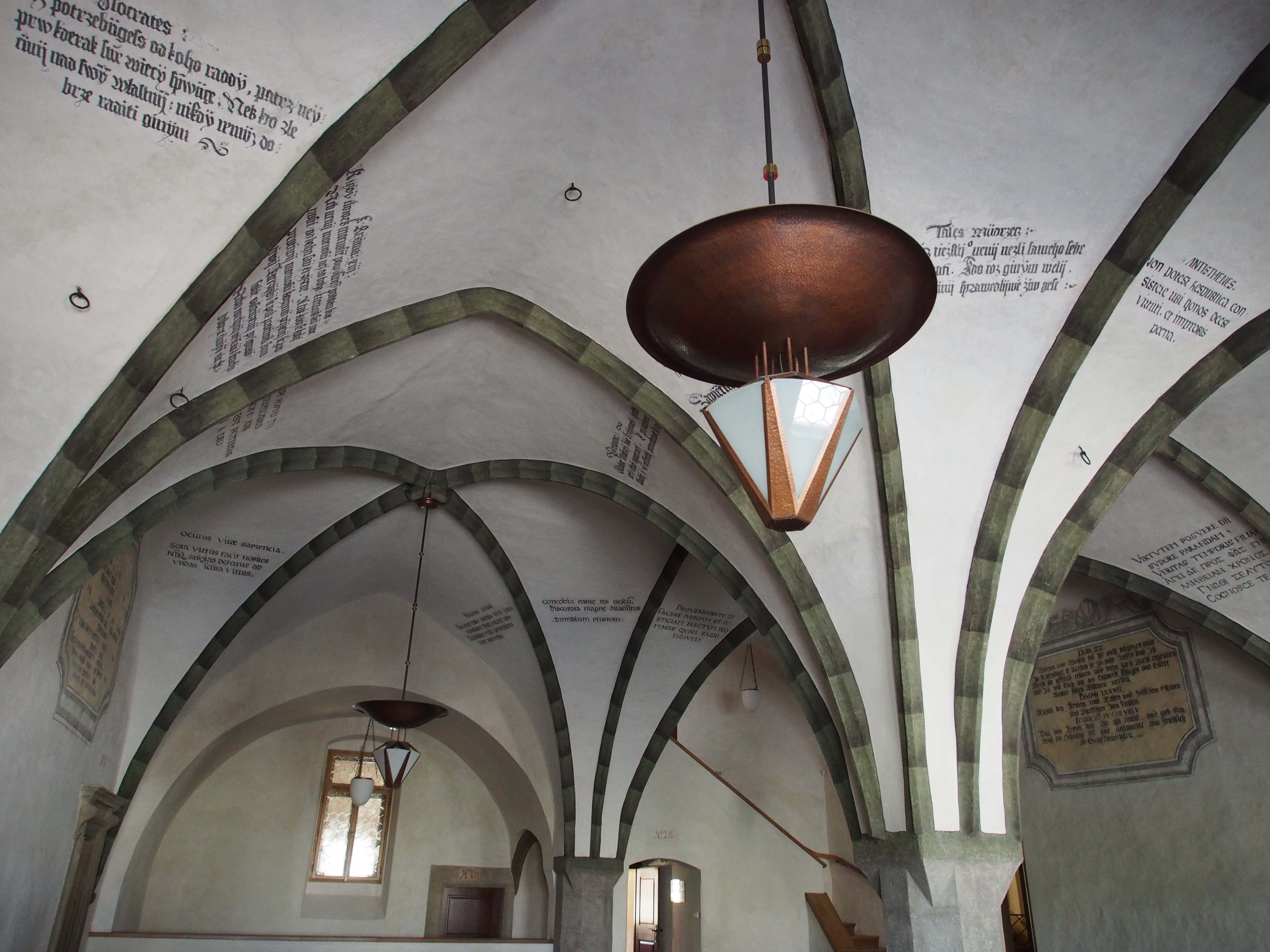
Velká gotická síň

V 80. letech 18. století byl prostor předělen příčkou a část klenby byla zakryta plochým dřevěným trámovým stropem s překládaným záklopem a štukovým rákosovým podhledem. Při rekonstrukci v roce 2004 byla tato barokní příčka i strop odstraněny a velká gotická síň má svou původní podobu. Zároveň byly zrestaurovány i původní nápisy na klenbách.
V rámci rekonstrukce došlo i k nahrazení starších plochých nadpraží oken za původní renesanční niky. Ty mají tvar půloválných záklenků. Do oken byly osazeny kopie vitrají. Originály se nyní nacházejí v jihlavském muzeu.
V jihovýchodním koutě, opět při rekonstrukci v roce 2004, bylo v místech schodiště nalezeno původní topeniště s keramickou dlažbou, podobnou tzv. piškotům, která se používala v období art deco. Tato dlažba byla použita jako vzor pro dlažbu podlahy celé síně.
V sousedící barokní obřadní místnosti se štukovou výzdobou byl nad současným stropem nalezen dřevěný renesanční strop s řezbováním. Tato místnost pravděpodobně sloužila jako „kancelář“ rychtáře.

### Holclinův dům

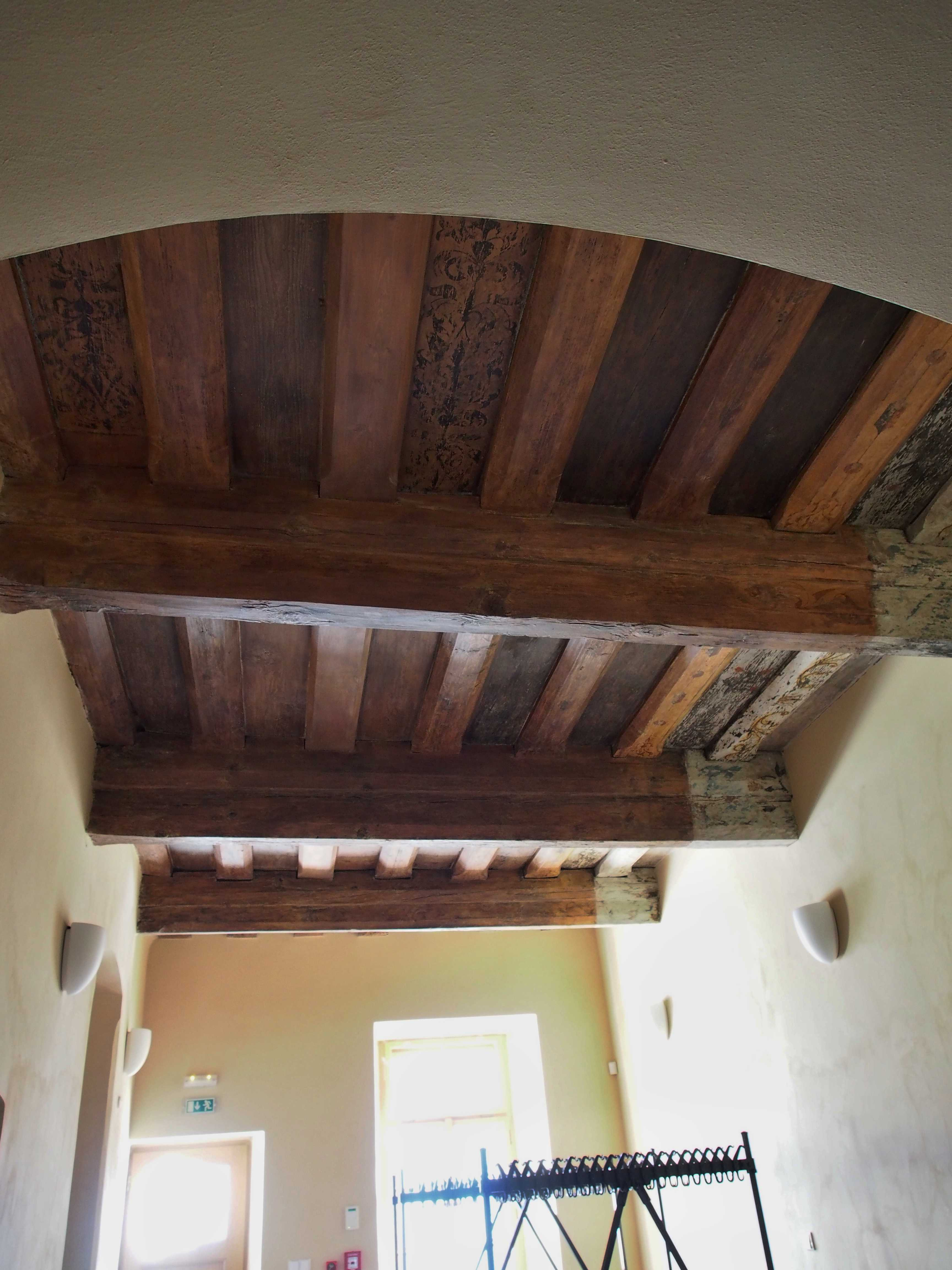
Dřevěný trámový strop (Kentlinův dům)

V tomto domě se nachází řada prostorů, které sloužily jako černá kuchyně, ty se nacházejí v mezipatře a v prvním patře domu.
V západní části domu se v jedné z místností nachází zaklenutý prostor s renesanční výsečovou klenbou s hřebínky, na niž za půloválným oddělujícím pasem navazuje dřevěný trámový strop s překládaným záklopem o pěti polích. Strop byl v rámci barokní přestavby přemalován. Pokládání stropu je datováno do roku 1783. Výzdobu tvoří květinový motiv na trámech a vlnovky, které se střídají s květinovým motivem na záklopových prknech.

### Kentlinův dům
V prvním patře objektu, které je propojeno s prvním patrem domu č. 1, se v jedné z místností, která přímo s domem č. 1 sousedí, nachází dřevěný malovaný trámový strop s překládaným záklopem. V této místnosti se kromě dřevěného stropu nachází také nika okenního otvoru s původním tesaným profilem a parapetem, který byl později zvýšen cihlami. Nika je situována v severní hraniční zdi a v současném stavu ústí do interiéru nejjižnější části domu č. 1 – původně Holclinova domu.
V druhém patře domu se v jedné z místností nachází také unikátní renesanční malovaný deskový strop s rostlinnými a zvířecími motivy.

## Zajímavosti
V roce 2004 byl při rekonstrukci radnice nalezen pozůstatek zříceného dřevěného stropu. Ke zřícení stropu došlo při požáru. Předpokládá se, že strop byl součástí loubí domu. Výroba dřevěných trámů, které byly použity na stavbu stropu, je datována do roku 1265. V tomto období nejspíše docházelo k přestavbě dřevěných domů. Pod stopem se nacházel vstup do původního sklepního prostoru. První písemné prameny o zástavbě v místech dnešní radnice jsou ze 40. let 13. století.
Dřevěný strop kopíroval kamennou průčelní zeď domu. Při přestavbách domy získaly další patra a došlo k posunutí průčelí pater domů směrem k náměstí. Domy byly kamenné do 1. nadzemního podlaží. Posunutím průčelí vznikla loubí, která měla původně dřevěné ploché stropy.

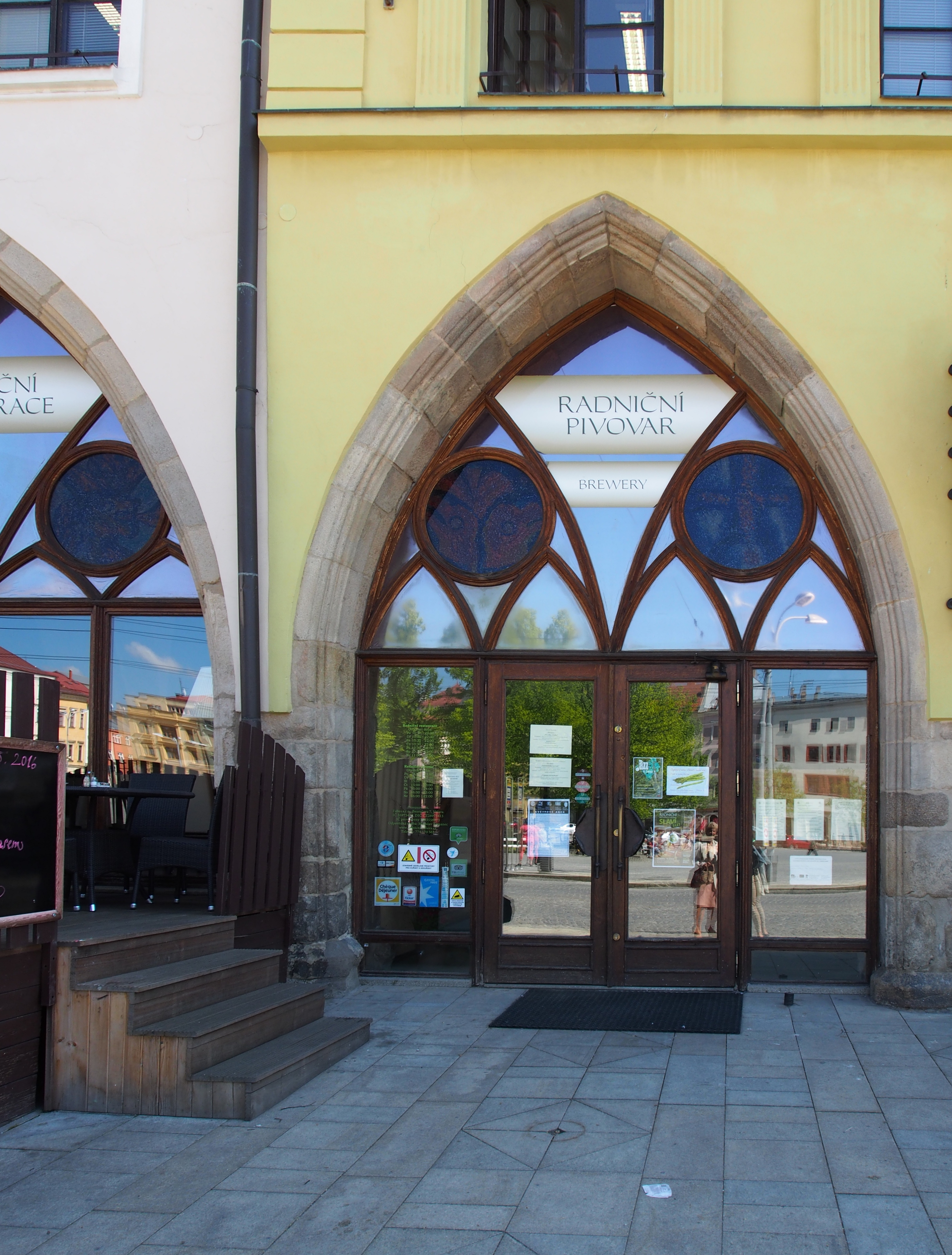
Portál gotického loubí

V budově radnice se také nachází vnitřní 1,3 m široká zeď zaniklého loubí, která mohla tvořit ohradní nebo průčelní stěnu původního bloku domů.
V roce 2002 při rekonstrukci vozovky byly na náměstí nalezeny pozůstatky dřevěné zástavby z druhé poloviny 13. století.

## Domy č. 66 a č. 67
Domy č. 66 a 67 byly zrekonstruovány v rámci rekonstrukce radnice. V roce 1993 došlo k odhalení čtyř arkád raně gotického loubí u domu č. 66. Oblouky jsou vyplněny umělecky ztvárněným sklem. Autorem návrhů vyplní je Svatopluk Kasalý, vitráže tradičně ztvárnila manželka Eva Kasalá. Jedná se o kruhové vitraje s výjevy vyobrazenými na středověkých mincích.
V přízemí domu č. 66 se nacházely také pozdně gotické fresky, které byly zakonzervovány a znovu namalovány.
Komplex radnice je s domy č. 66 a č. 67 interiérově propojen a tvoří jeden celek zejména v prvním a druhém patře.

## Galerie

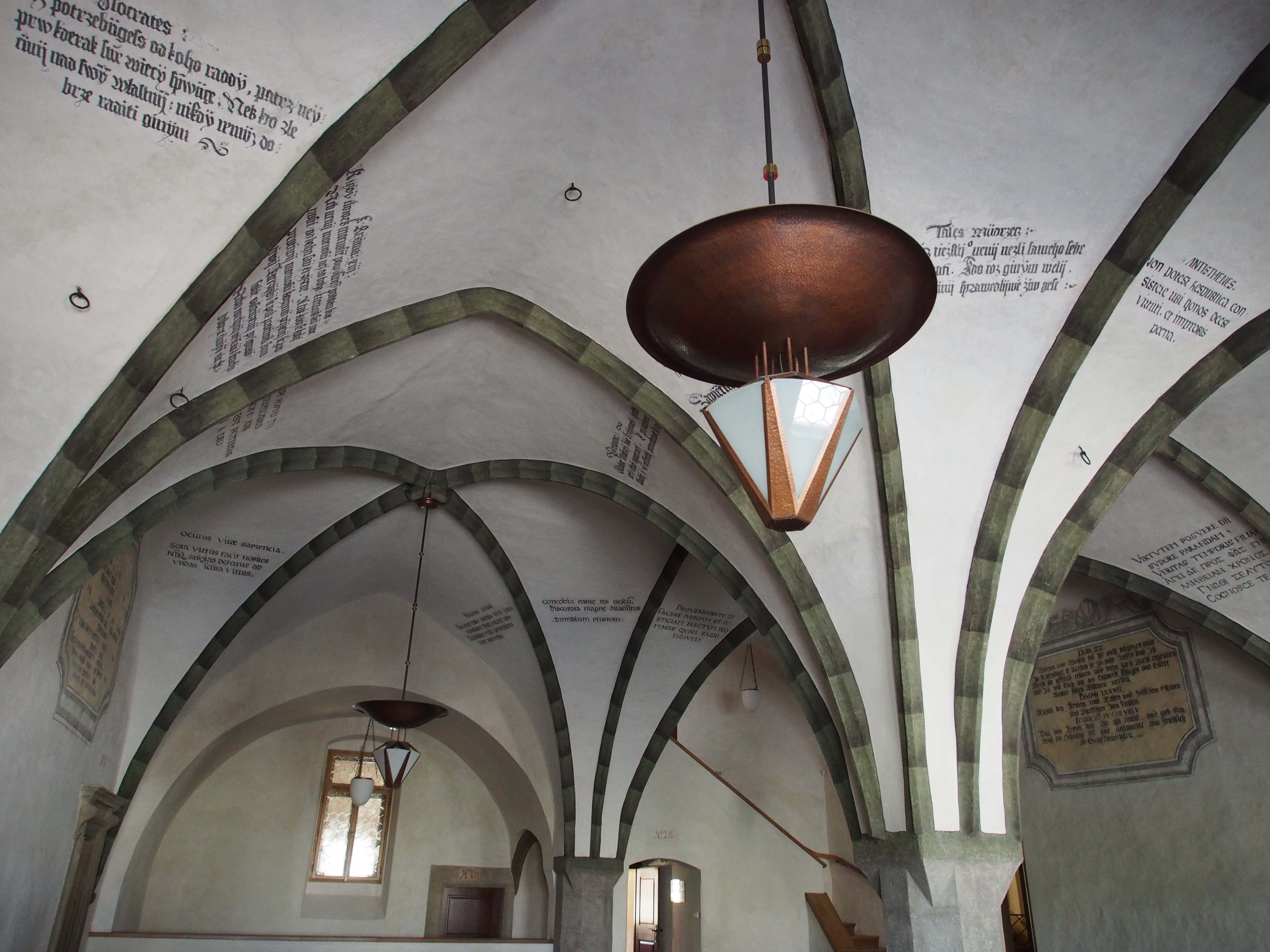
Klenba ve velké gotické síni
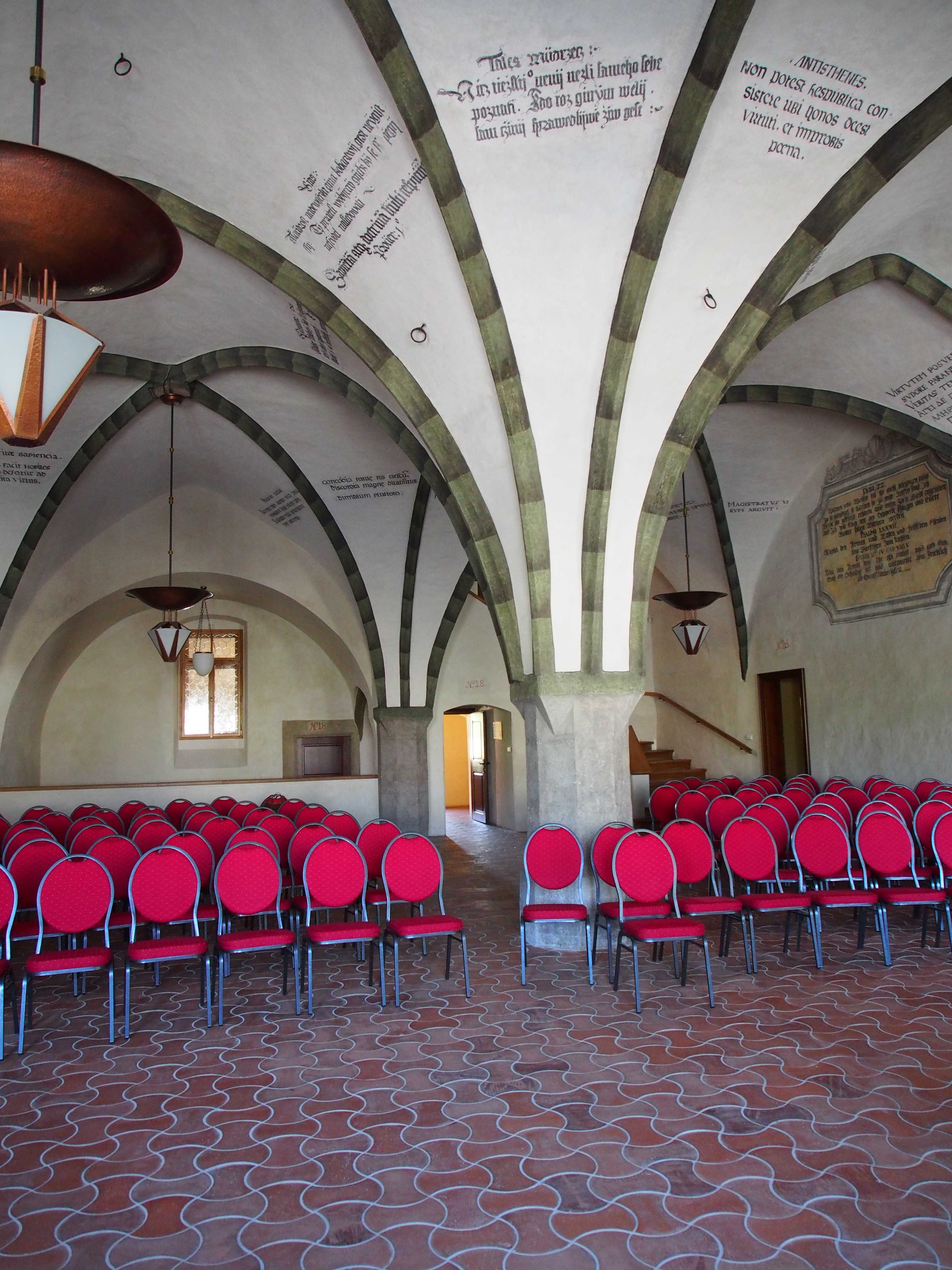
Klenba ve velké gotické síni
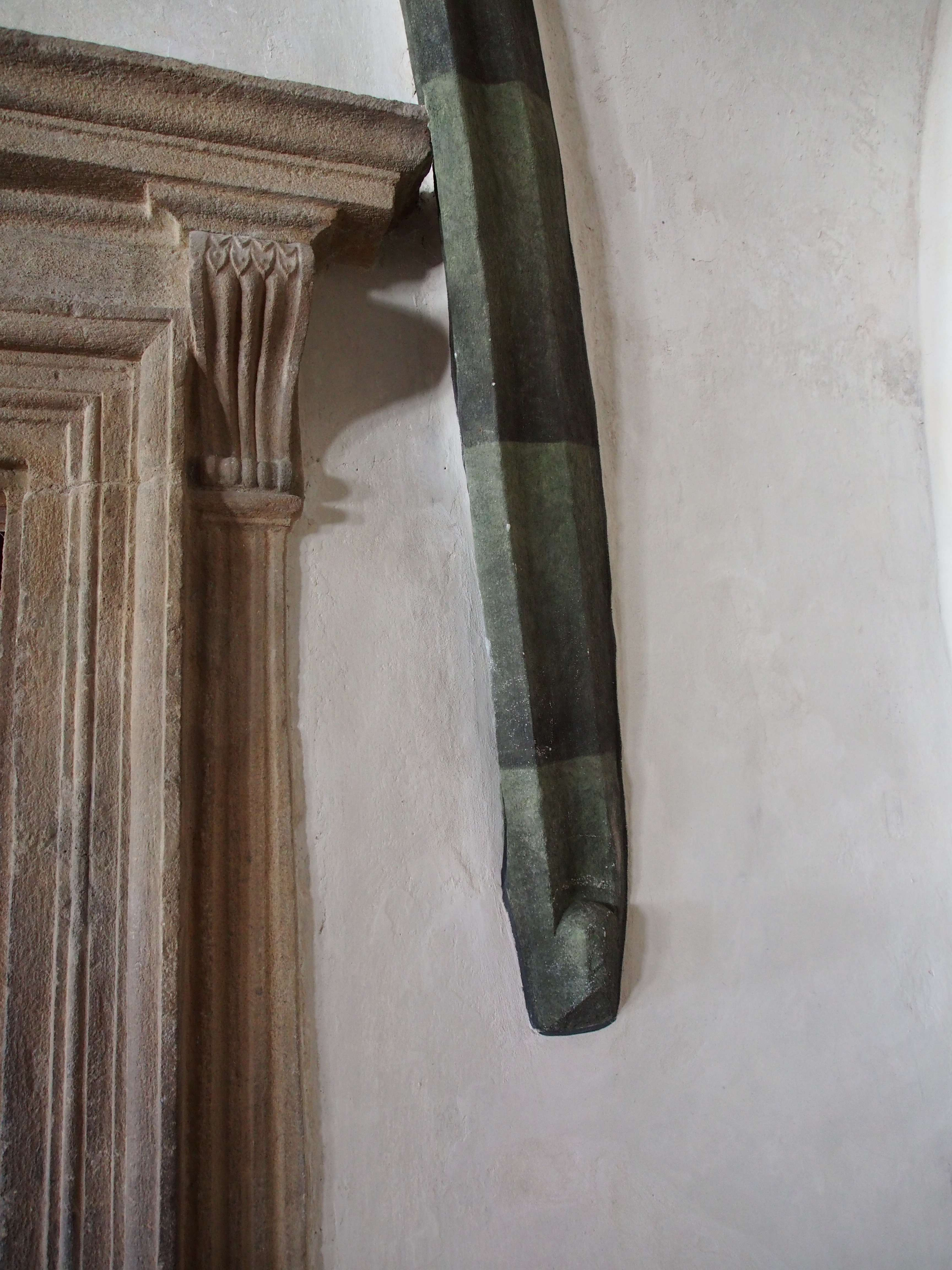
Detail renesančního portálu a žebra klenby ve velké gotické síni
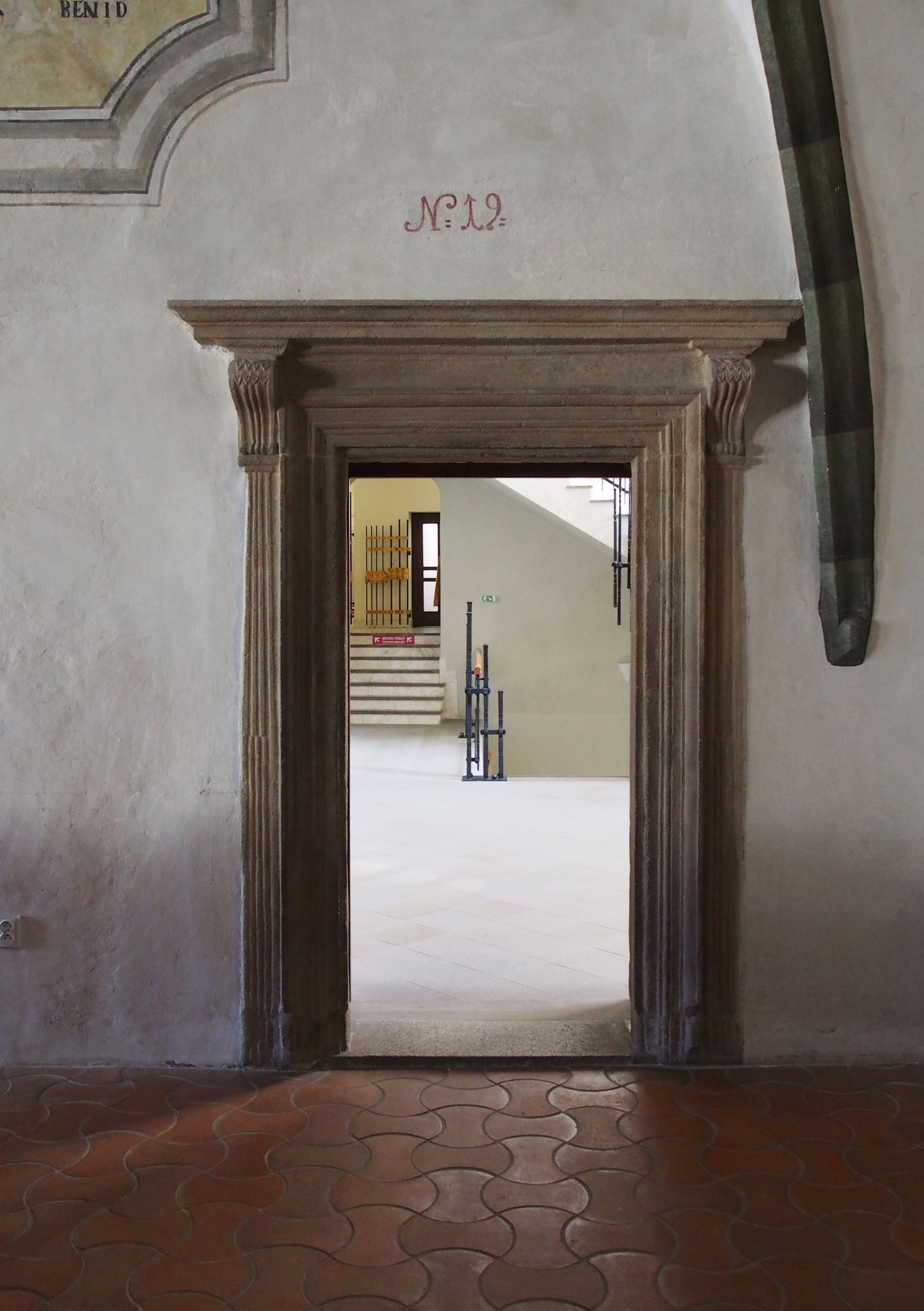
Renesanční portál ve velké gotické síni
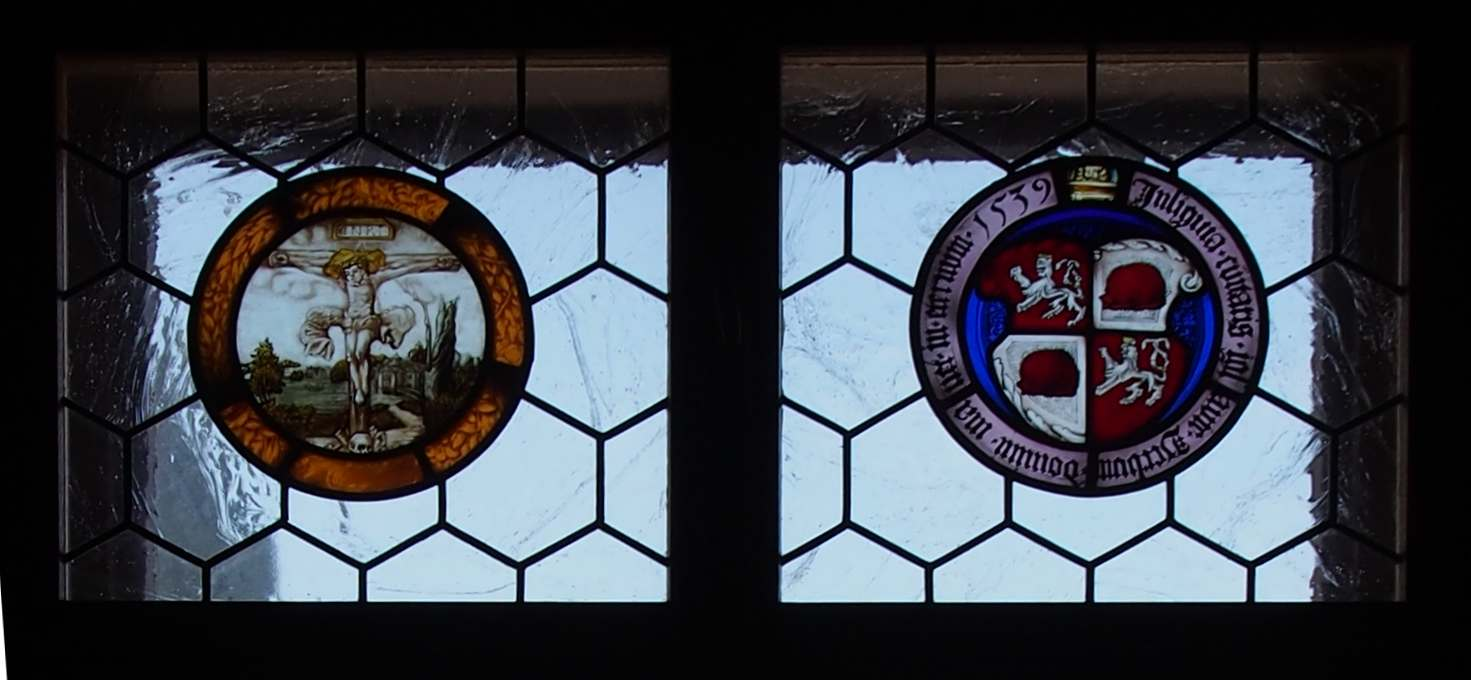
Vitraje v oknech ve velké gotické síni
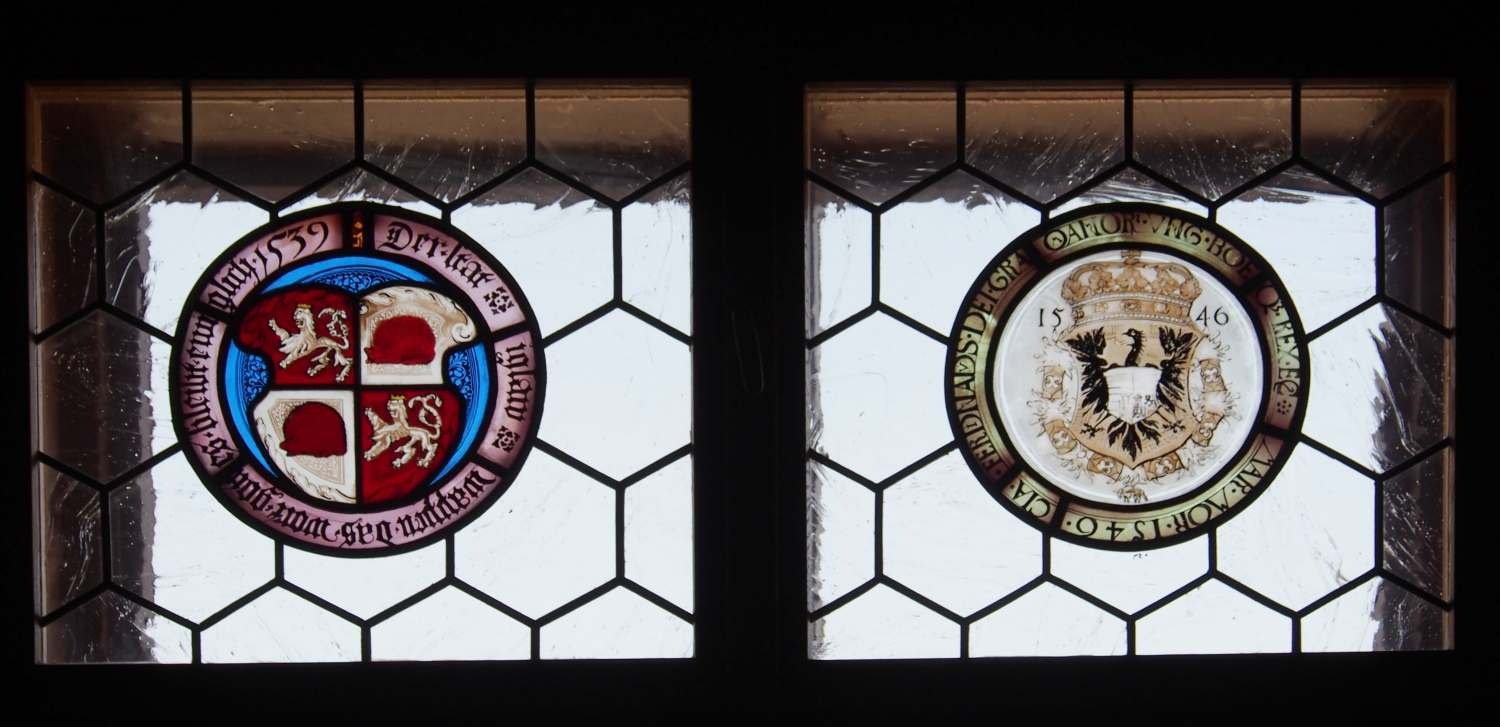
Vitraje v oknech ve velké gotické síni
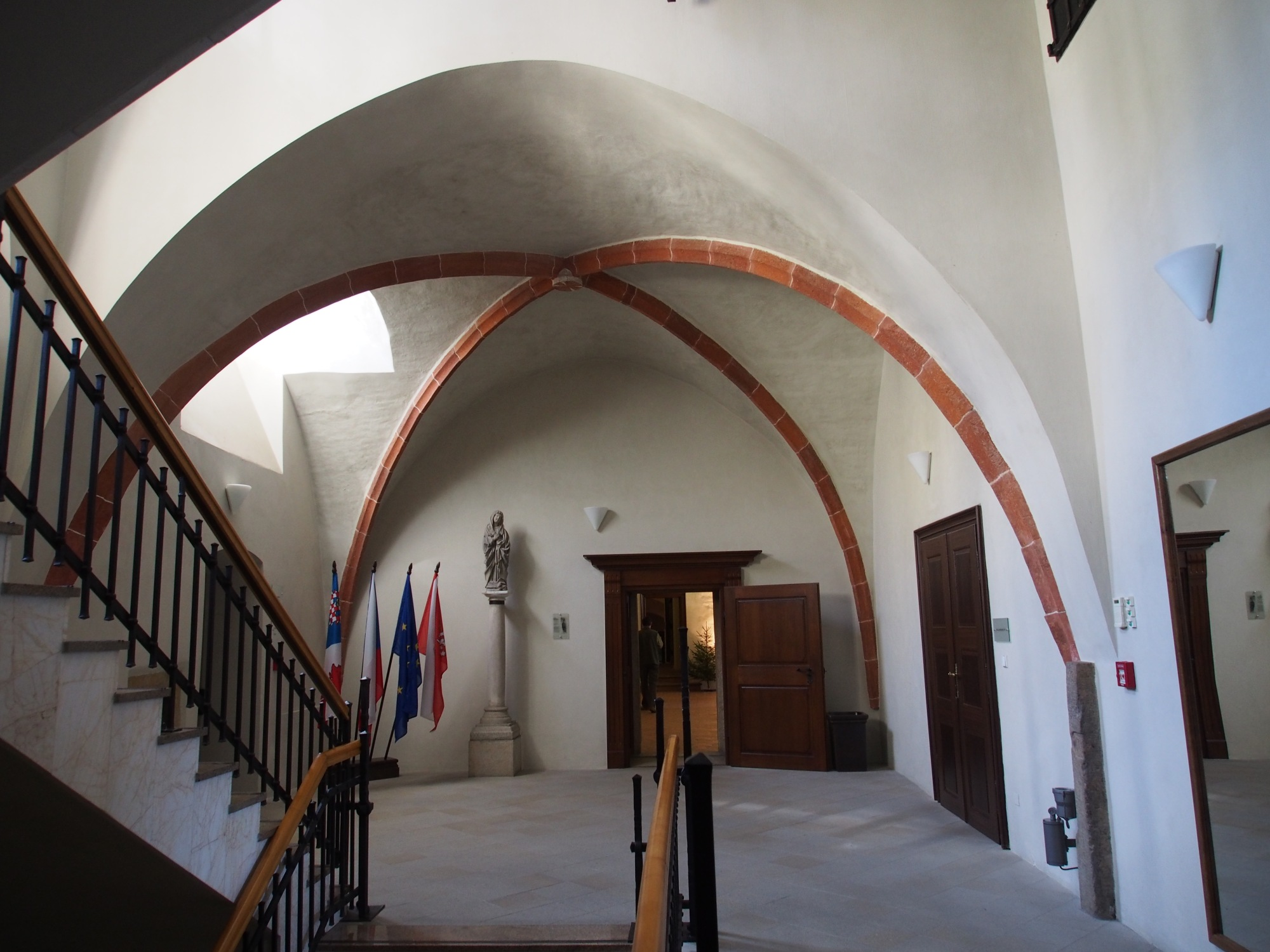
Klenutý prostor před vstupem do gotické síně (Cippusův dům)
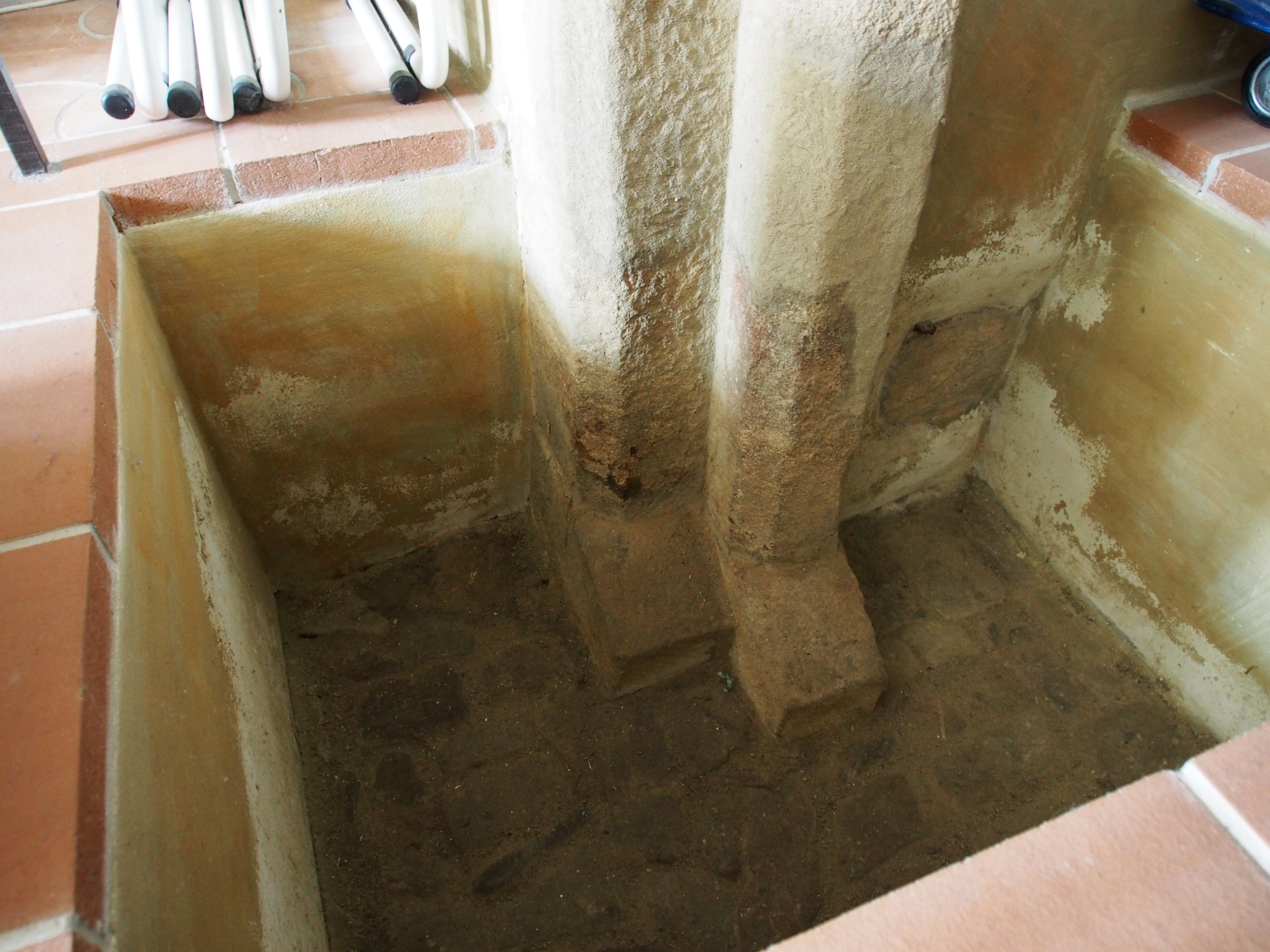
Oblázková dlažba v místech ukončení portálu (Cippusův dům)
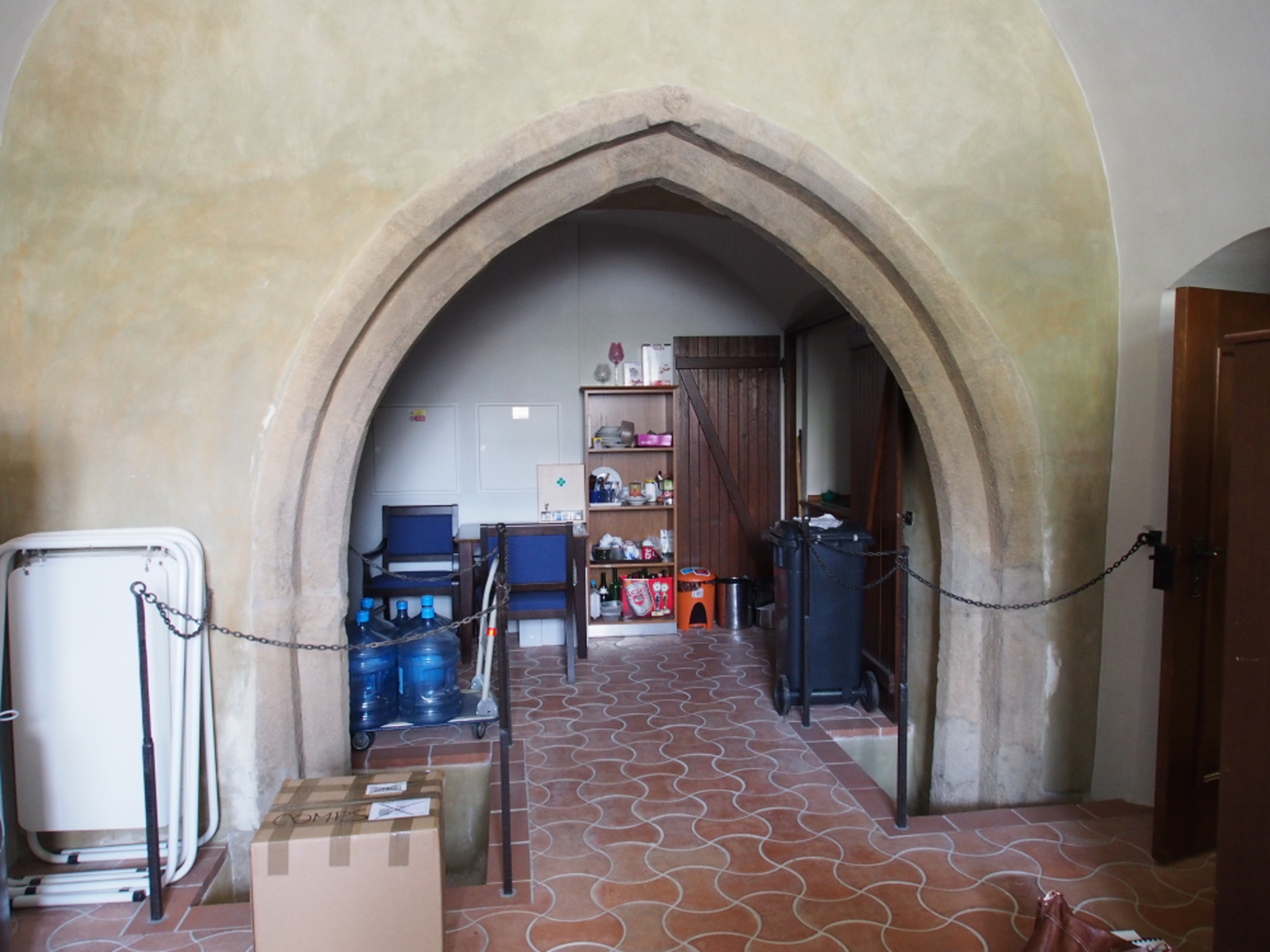
Portál zbylého loubí v nejsevernější části komplexu (Cippusův dům)
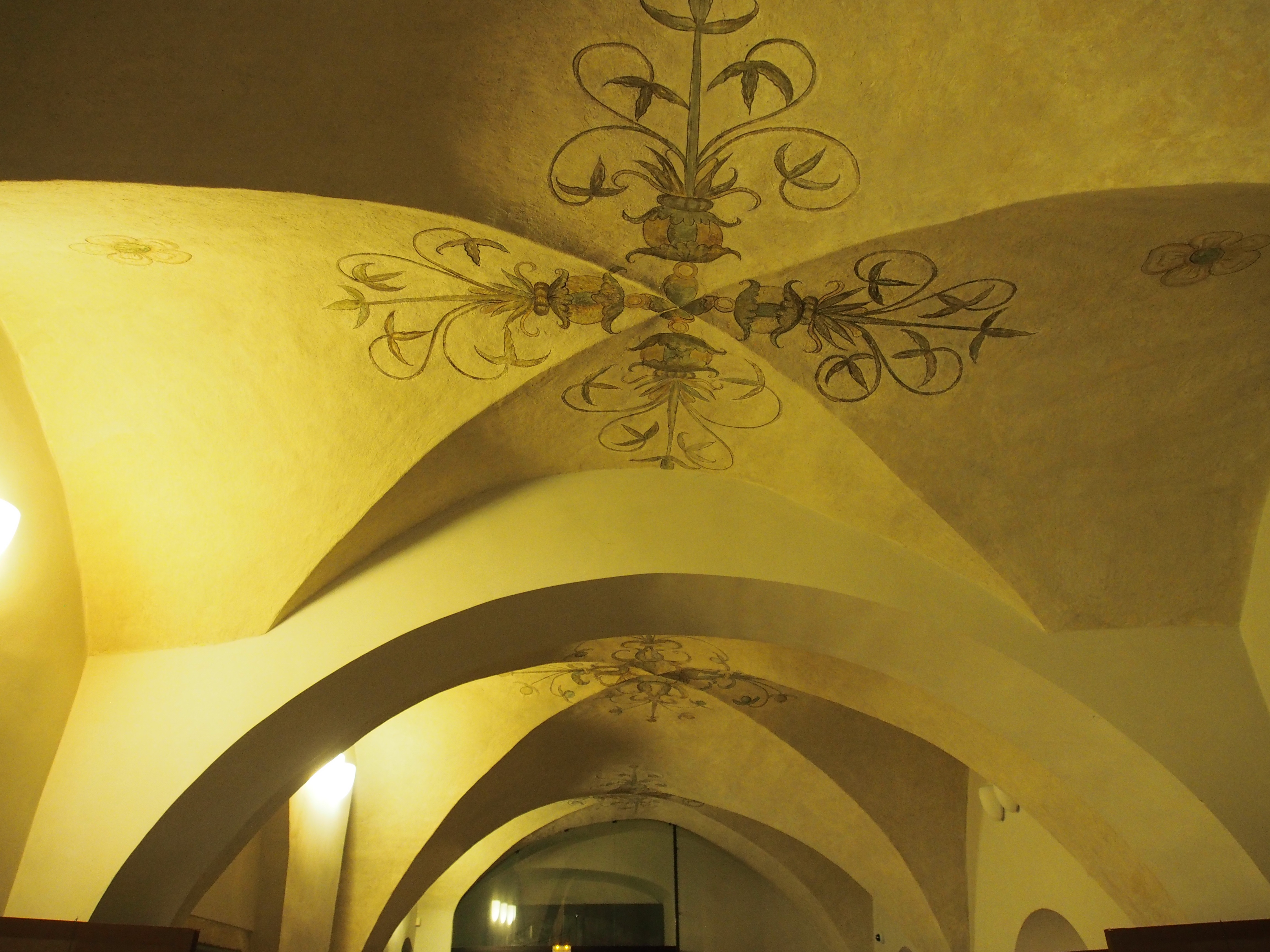
Renesanční strop (Střední dům)
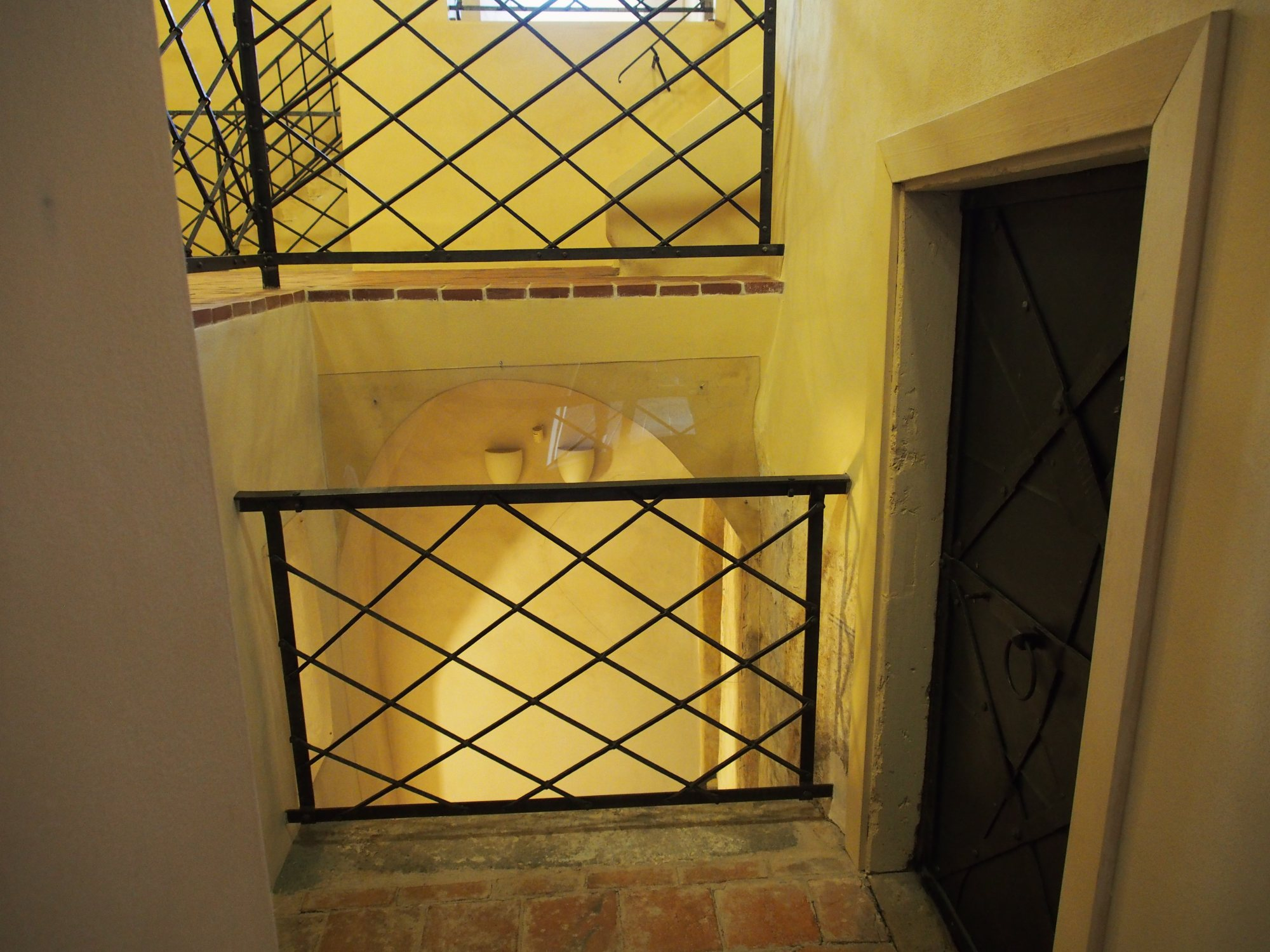
Průhled z prvního patra do Holclinova domu u fresky sv. Kryštofa (Holclinův dům)
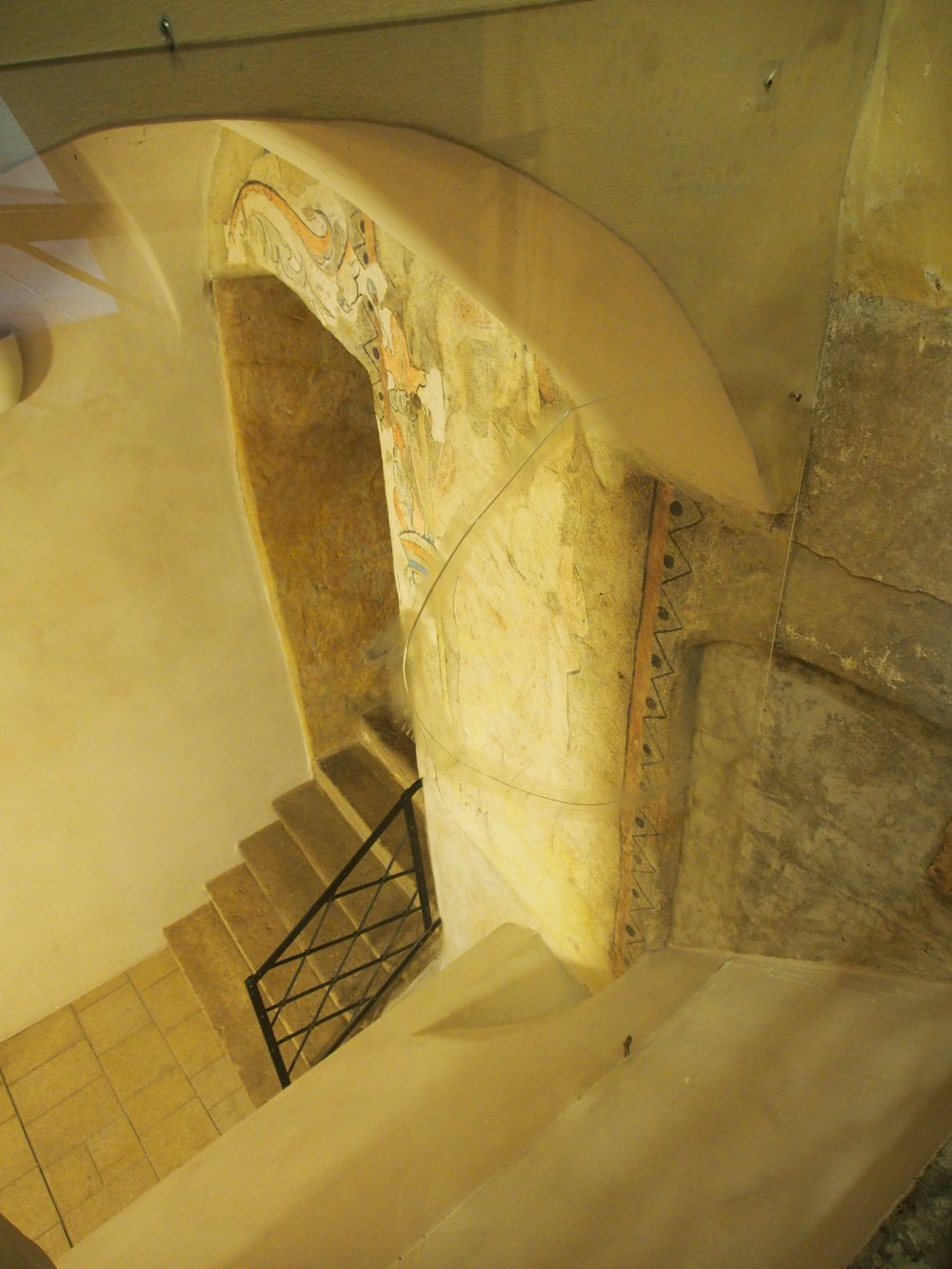
Průhled z prvního patra do Holclinova domu u fresky sv. Kryštofa (Holclinův dům)
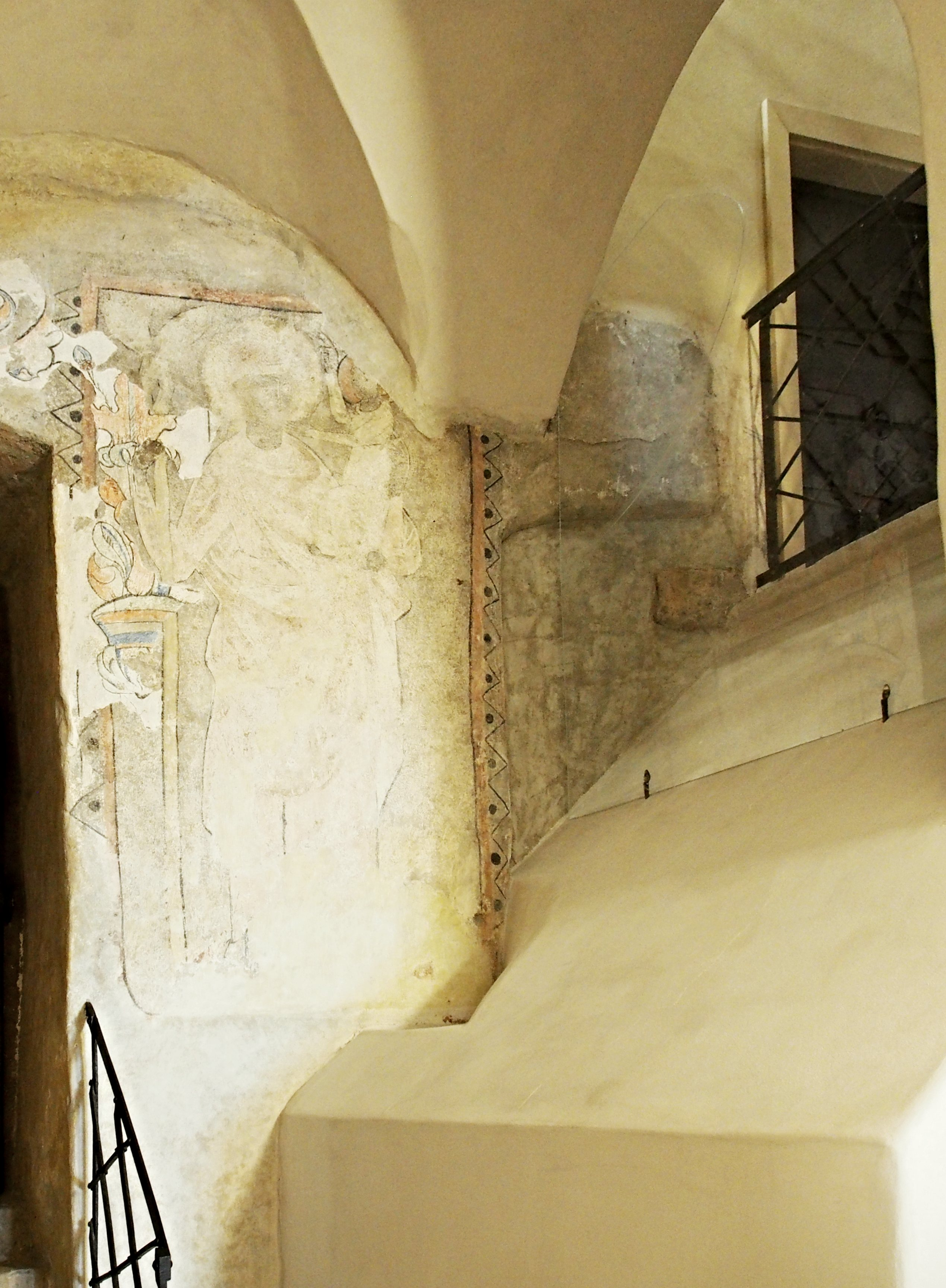
Zachovaný pilíř schodiště u fresky sv. Kryštofa (Holclinův dům)
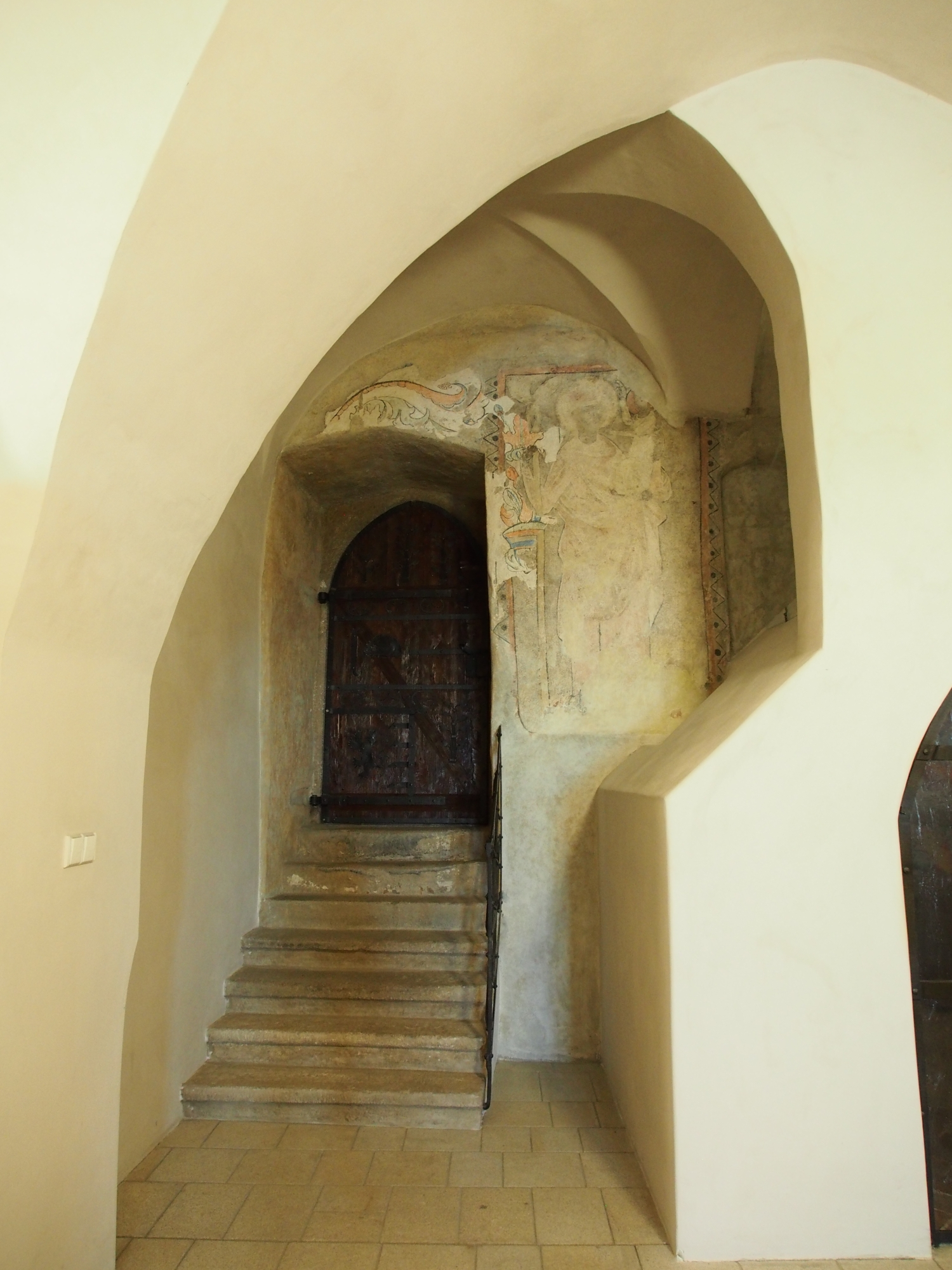
Freska sv. Kryštofa (Holclinův dům)
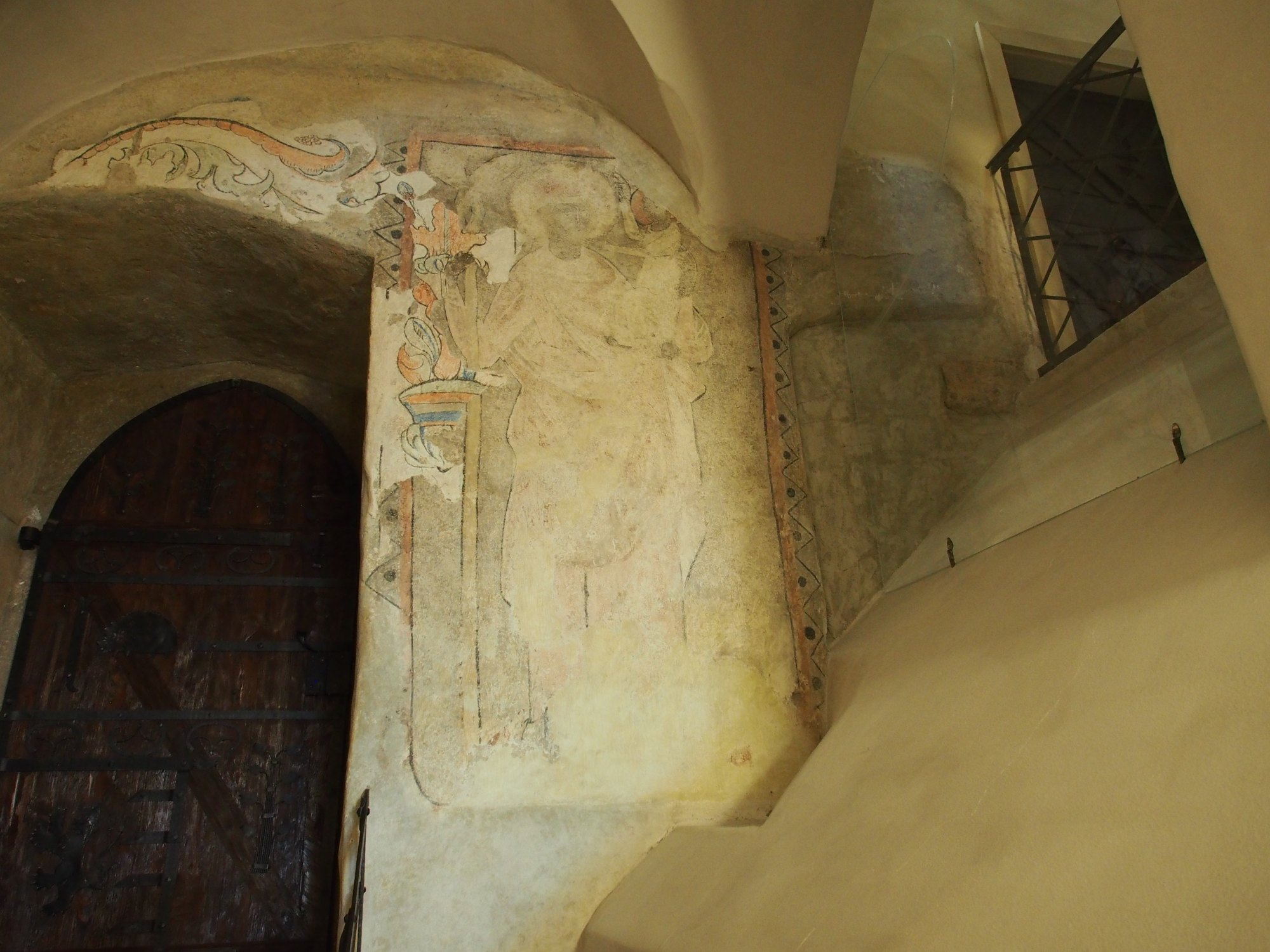
Freska sv. Kryštofa (Holclinův dům)
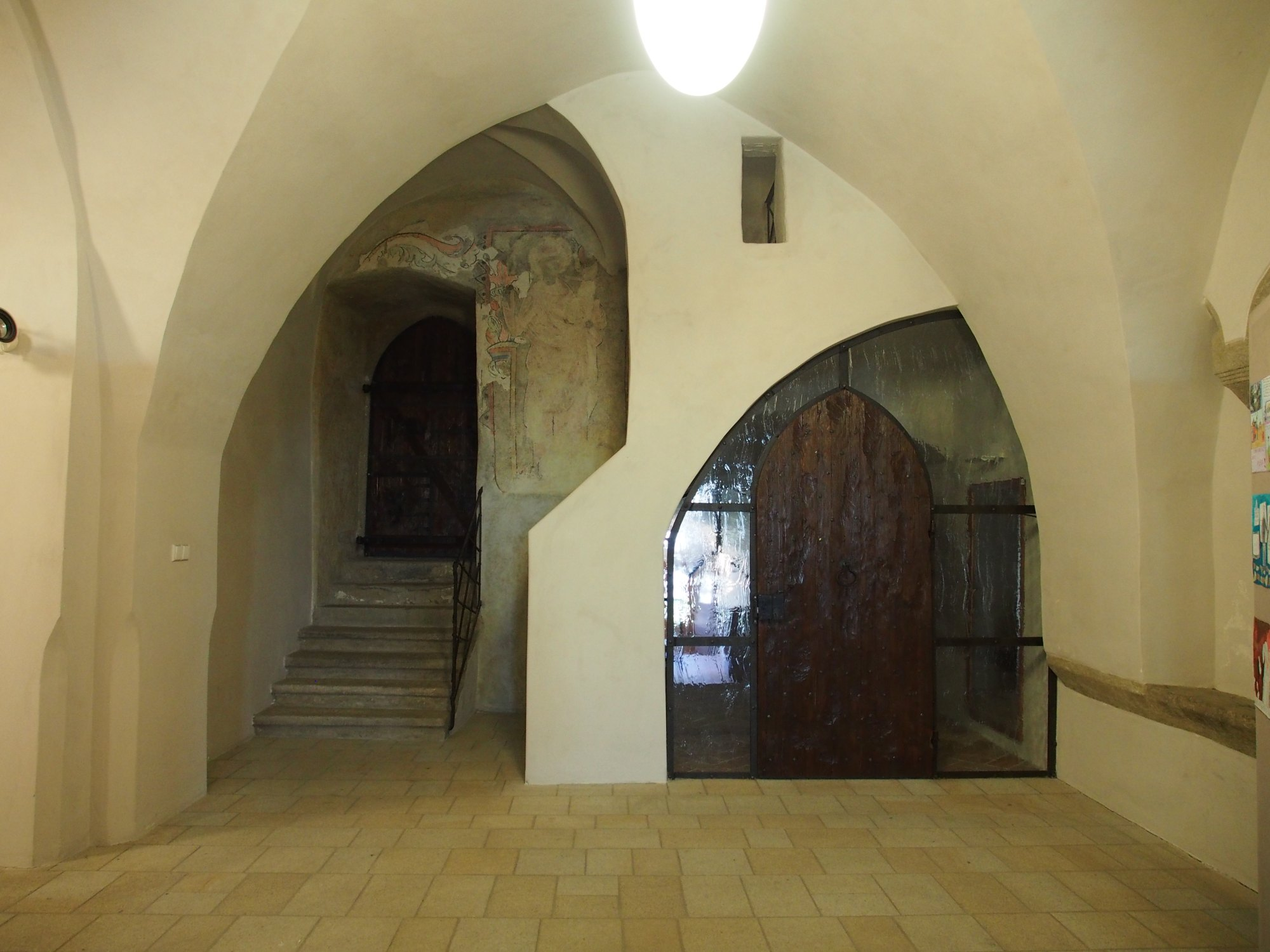
Freska sv. Kryštofa a vstup do Malé obřadní síně
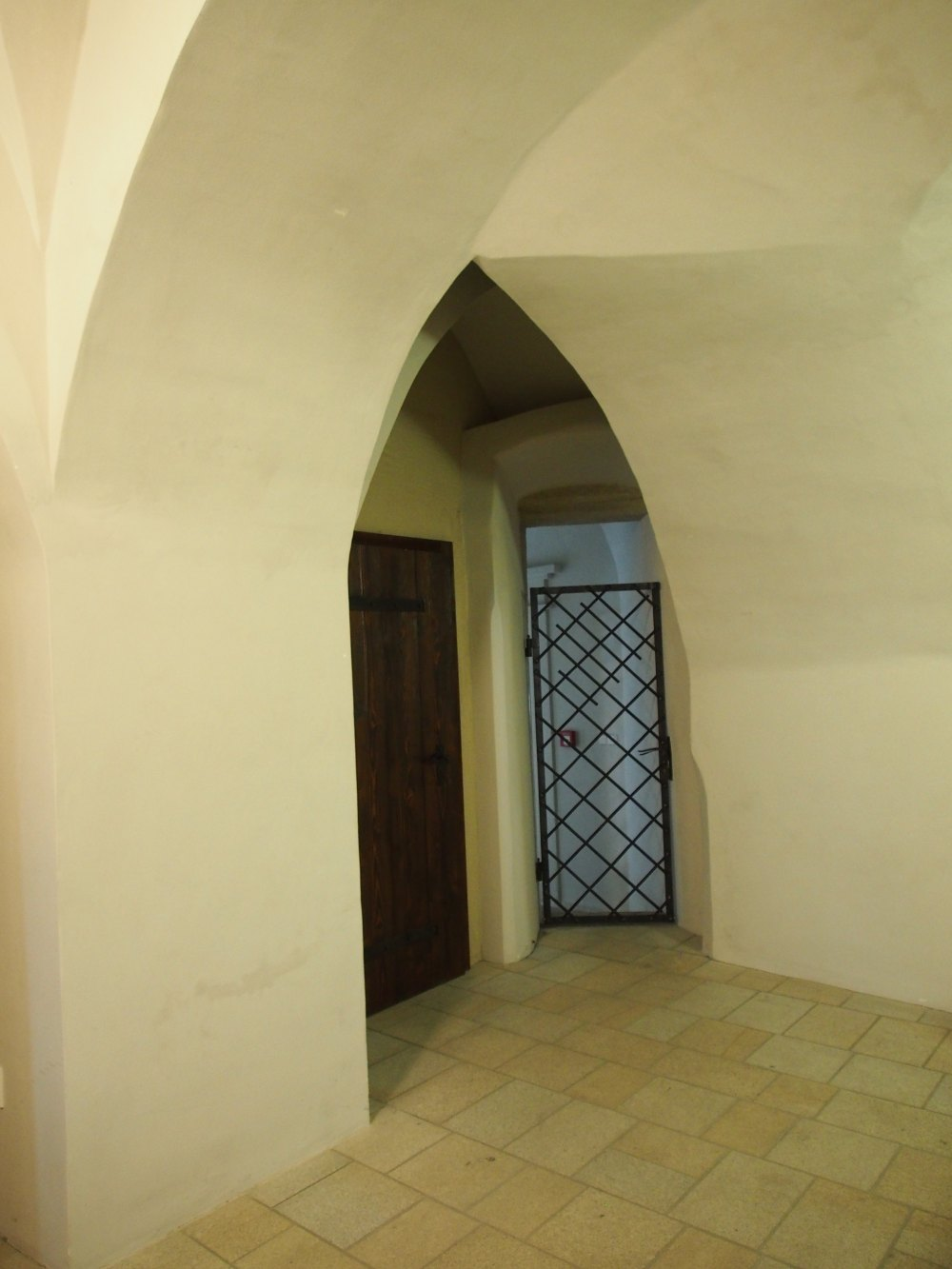
Průchod do středního domu (Holclinův dům)
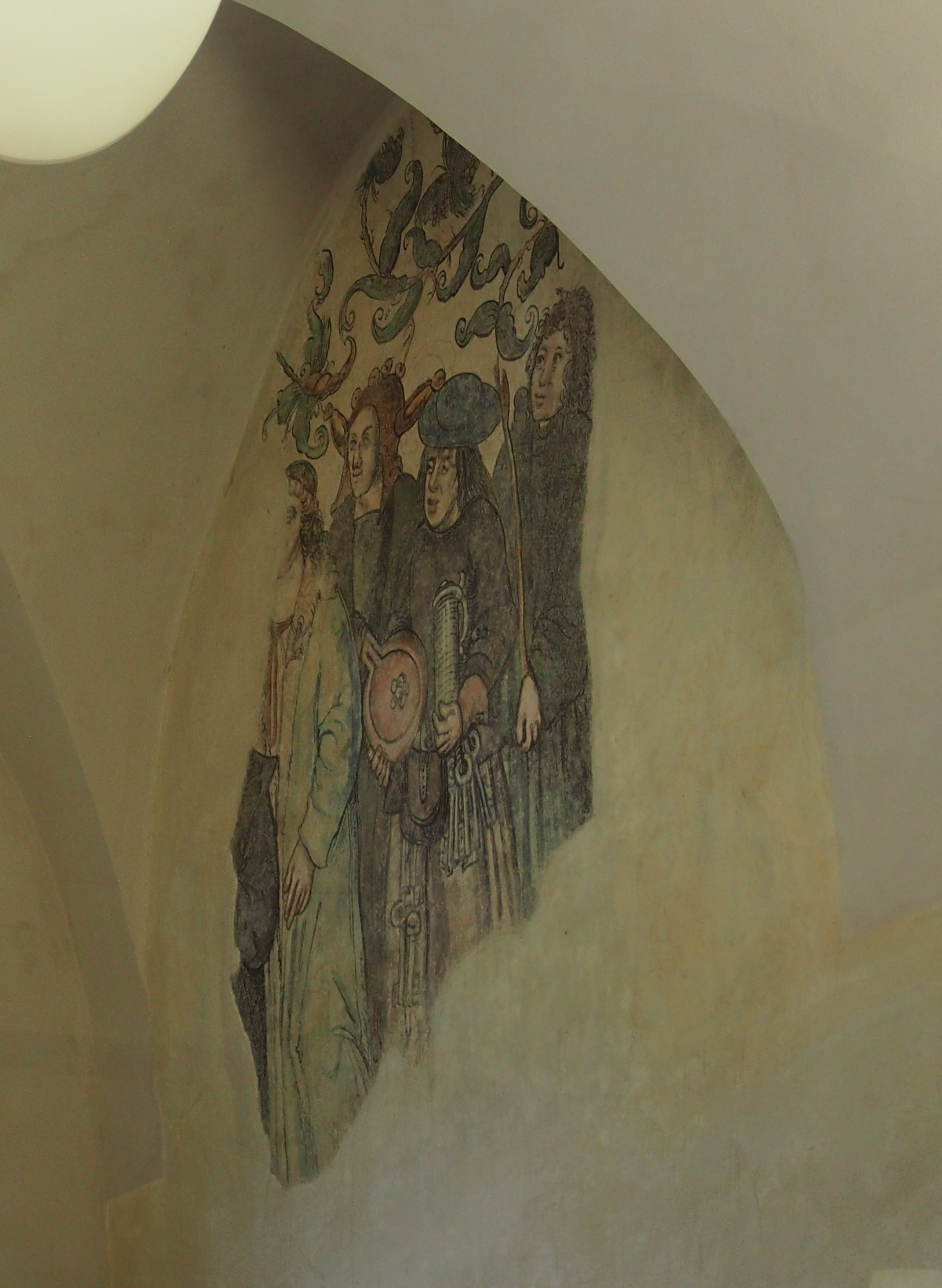
Freska renesančního masopustního průvodu (Holclinův dům)
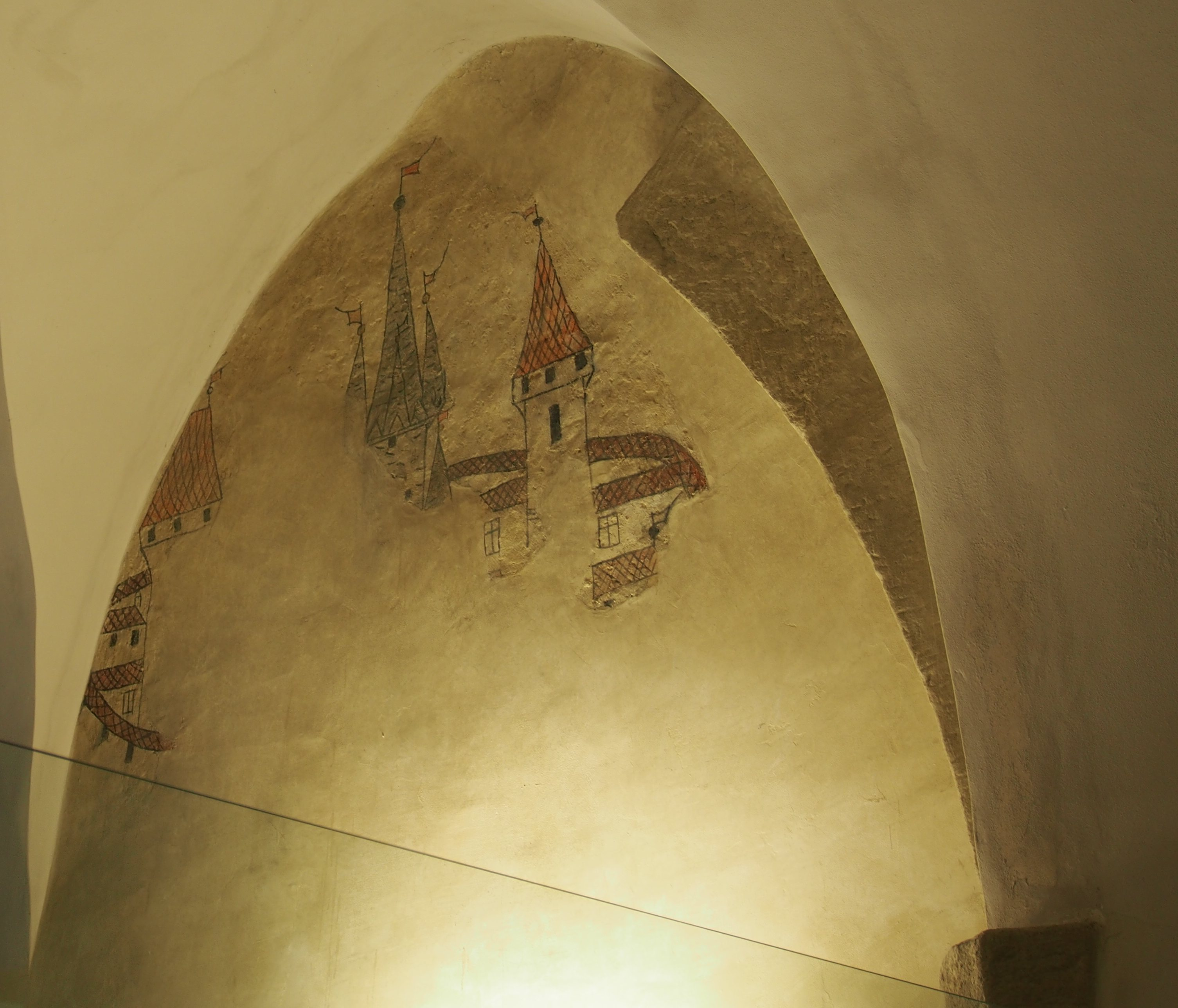
Freska dvou věží (Holclinův dům)
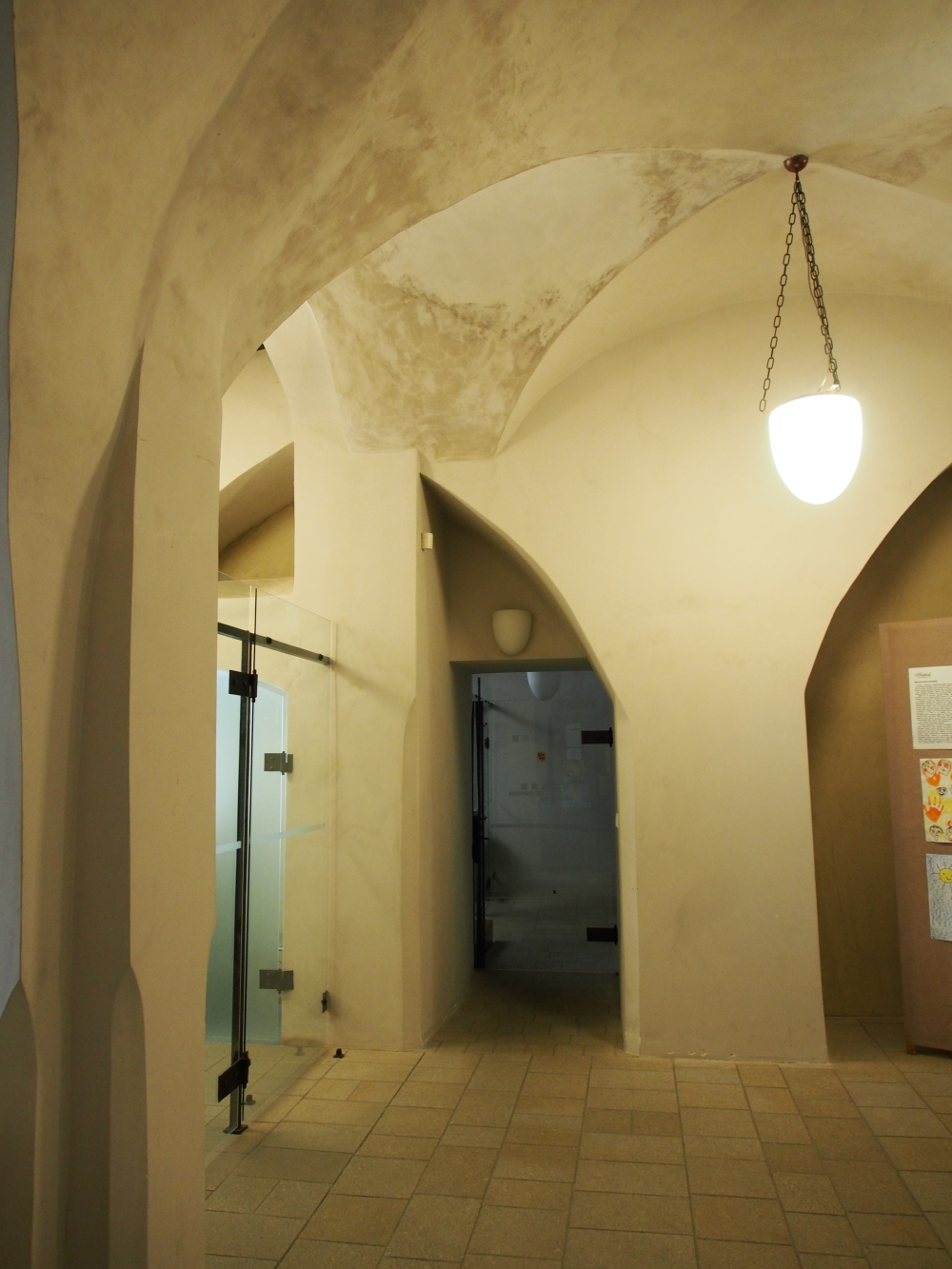
Lomené oblouky ve střední stěně (Holclinův dům)
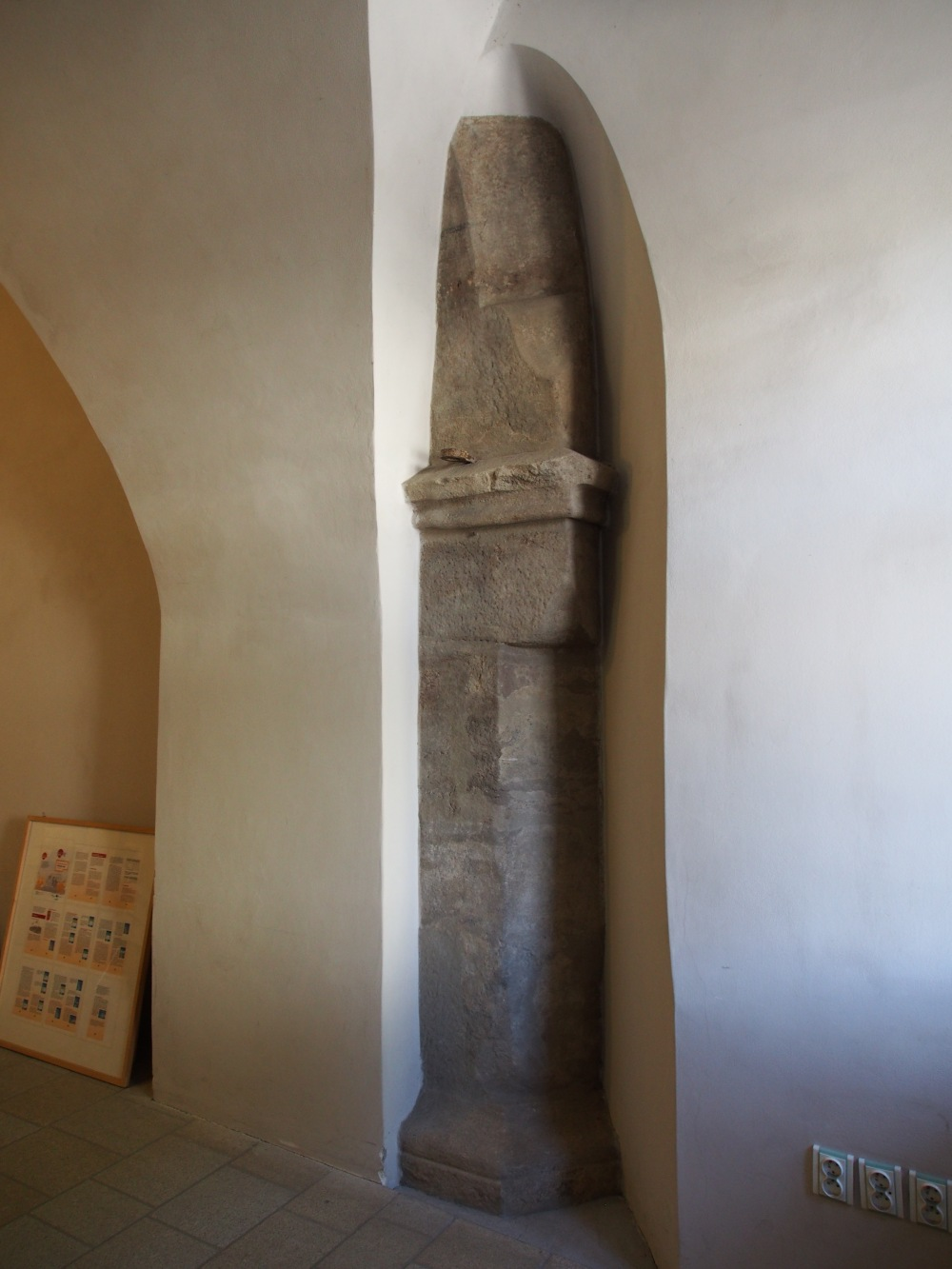
Severní sloup Kentlinova domu (Holclinův dům)
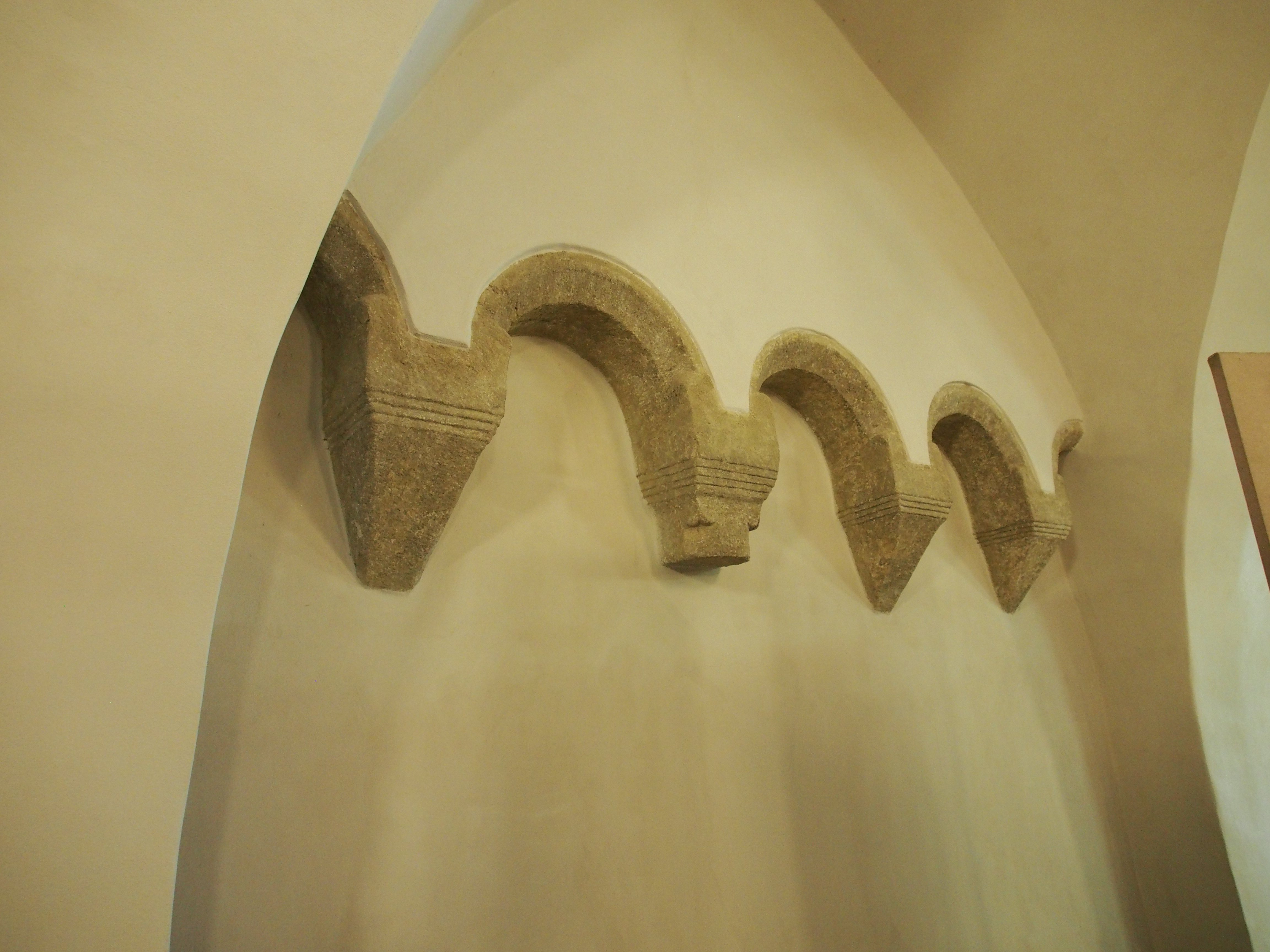
Gotické sedile Kentlinova domu(Holclinův dům)
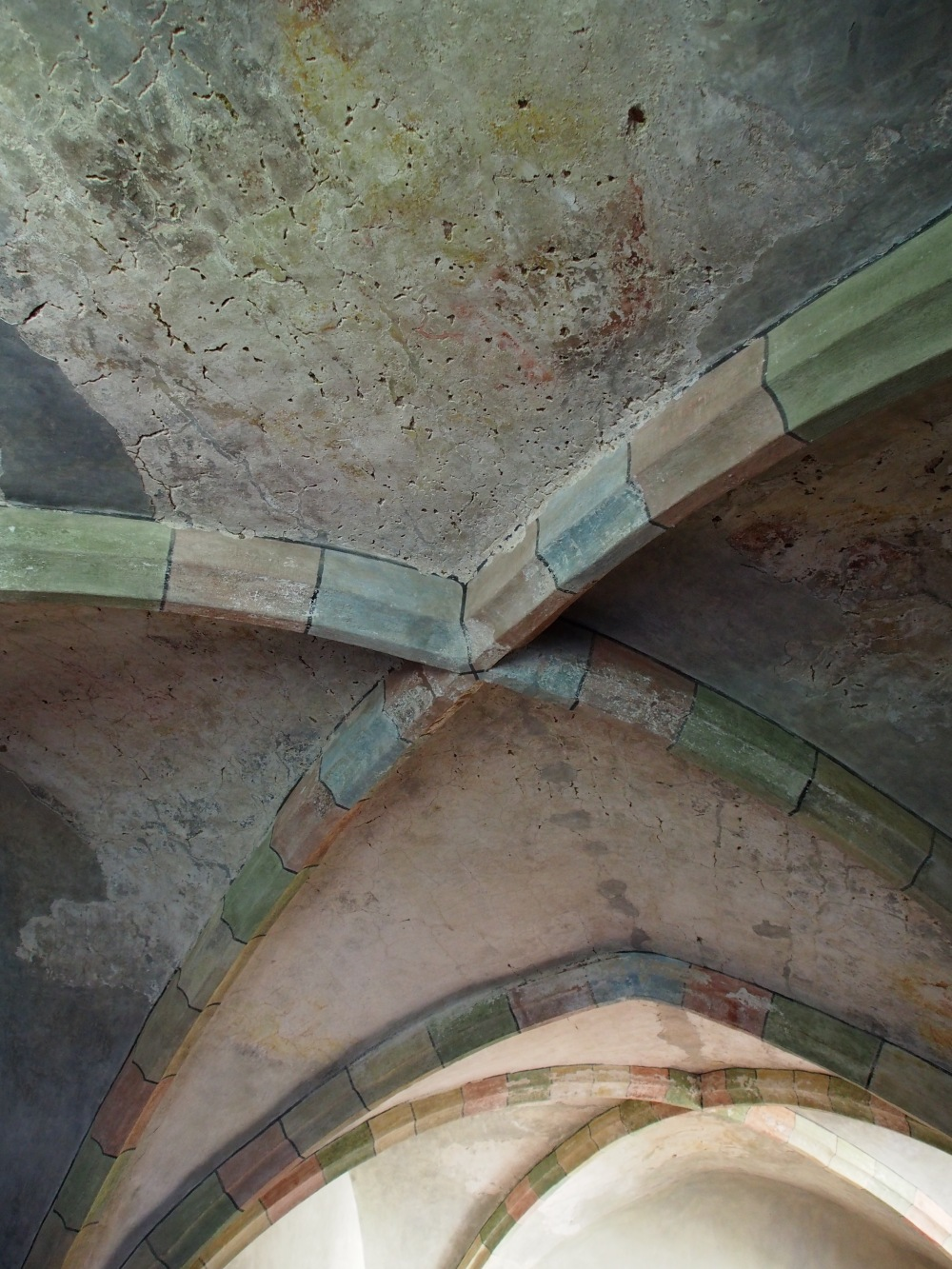
Klenba v Malé obřadní síni
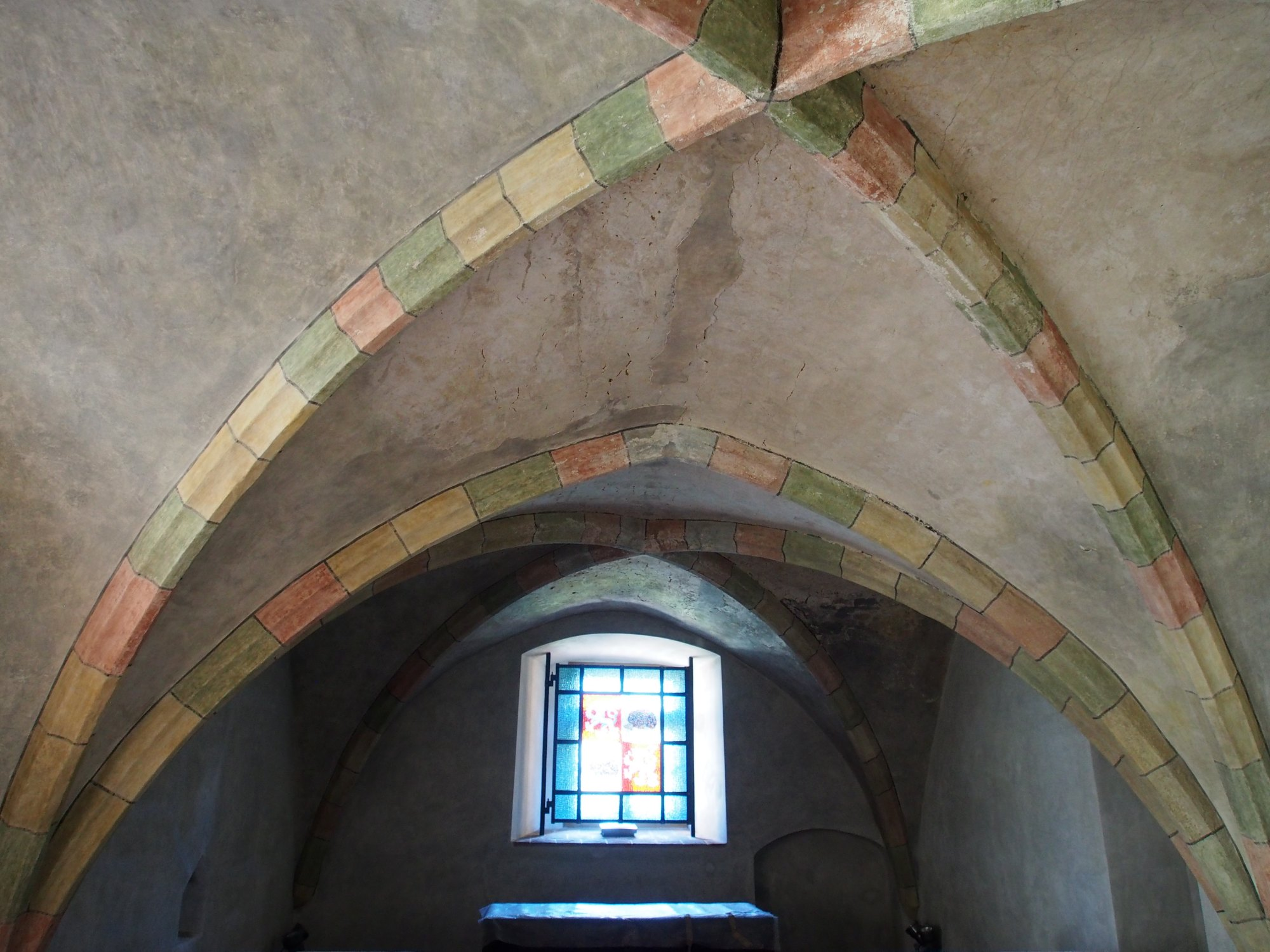
Malá obřadní síň - kaple
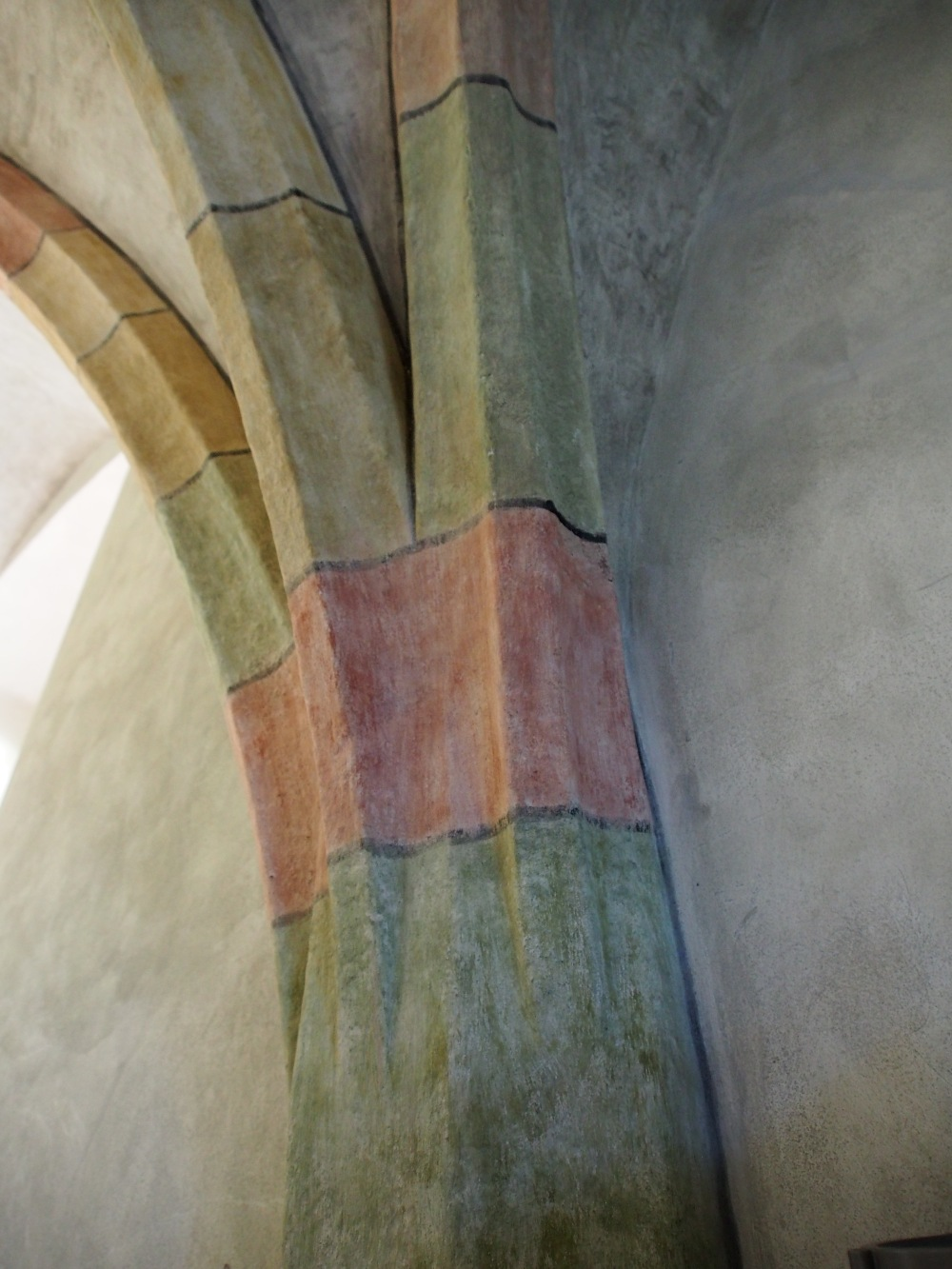
Ukončení žeber v Malé obřadní síni
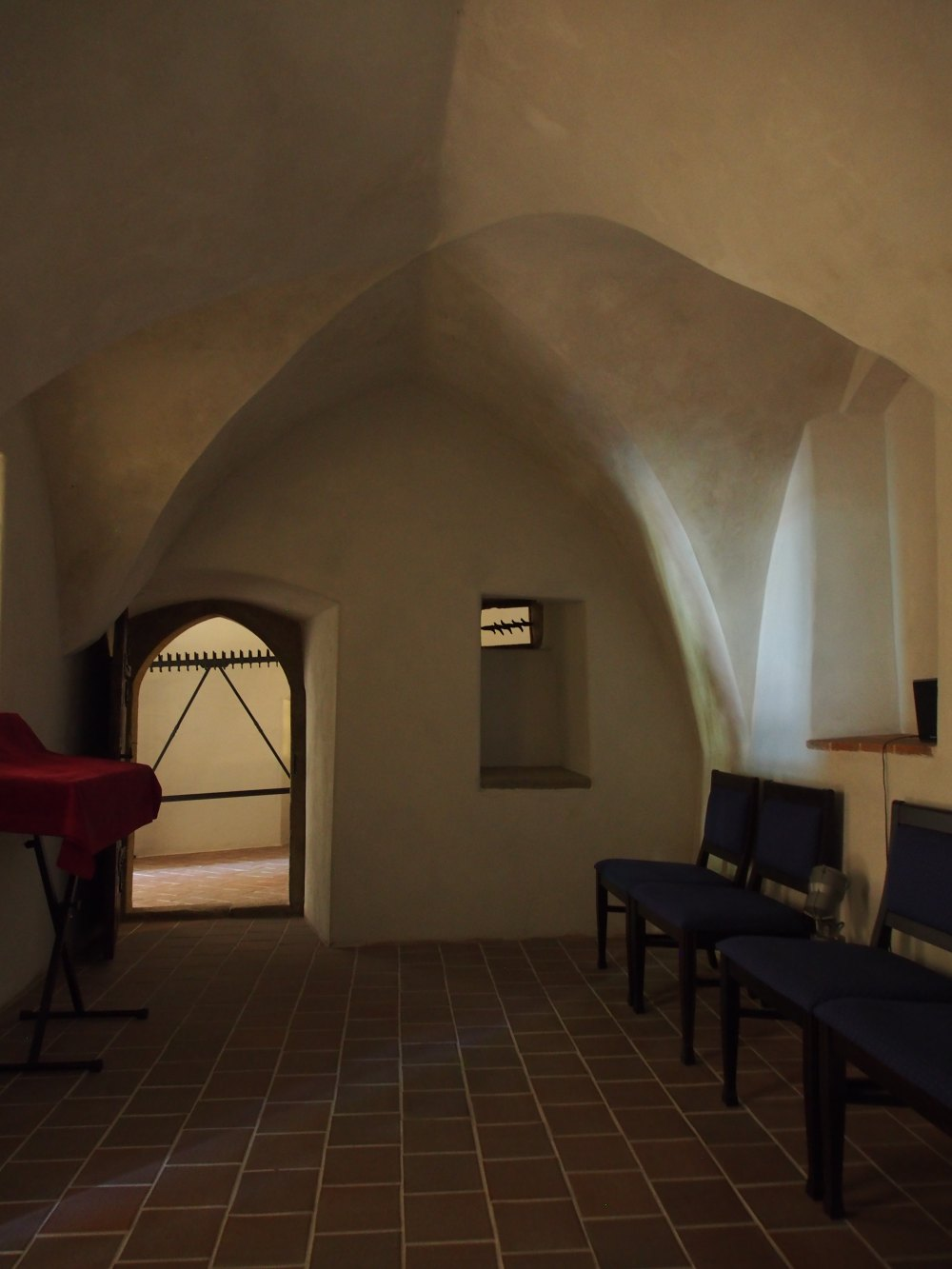
Malá obřadní síň - kaple, zadní část
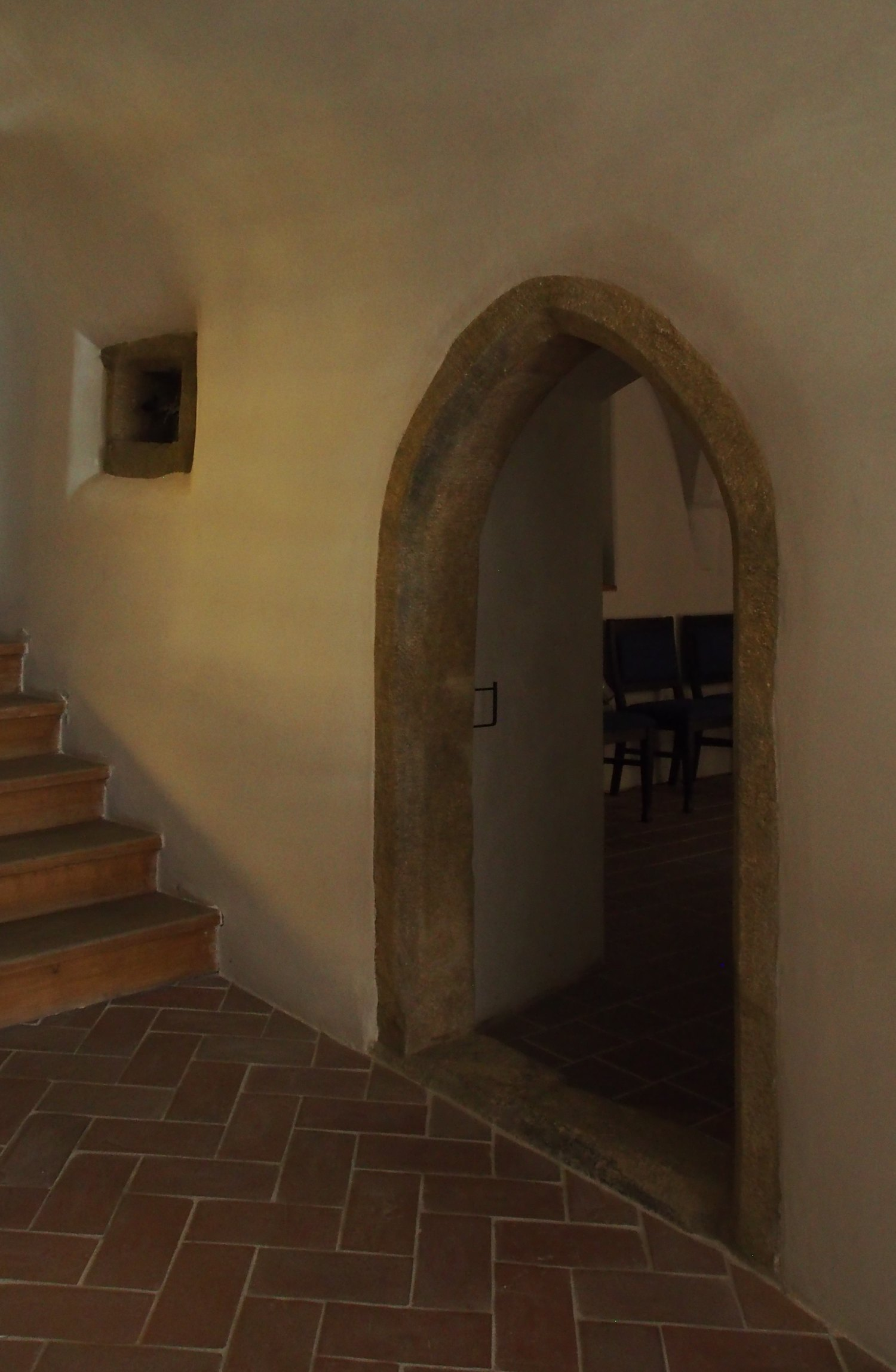
Vstupní portál do zadní části Malé obřadní kaple (Holclinův dům)
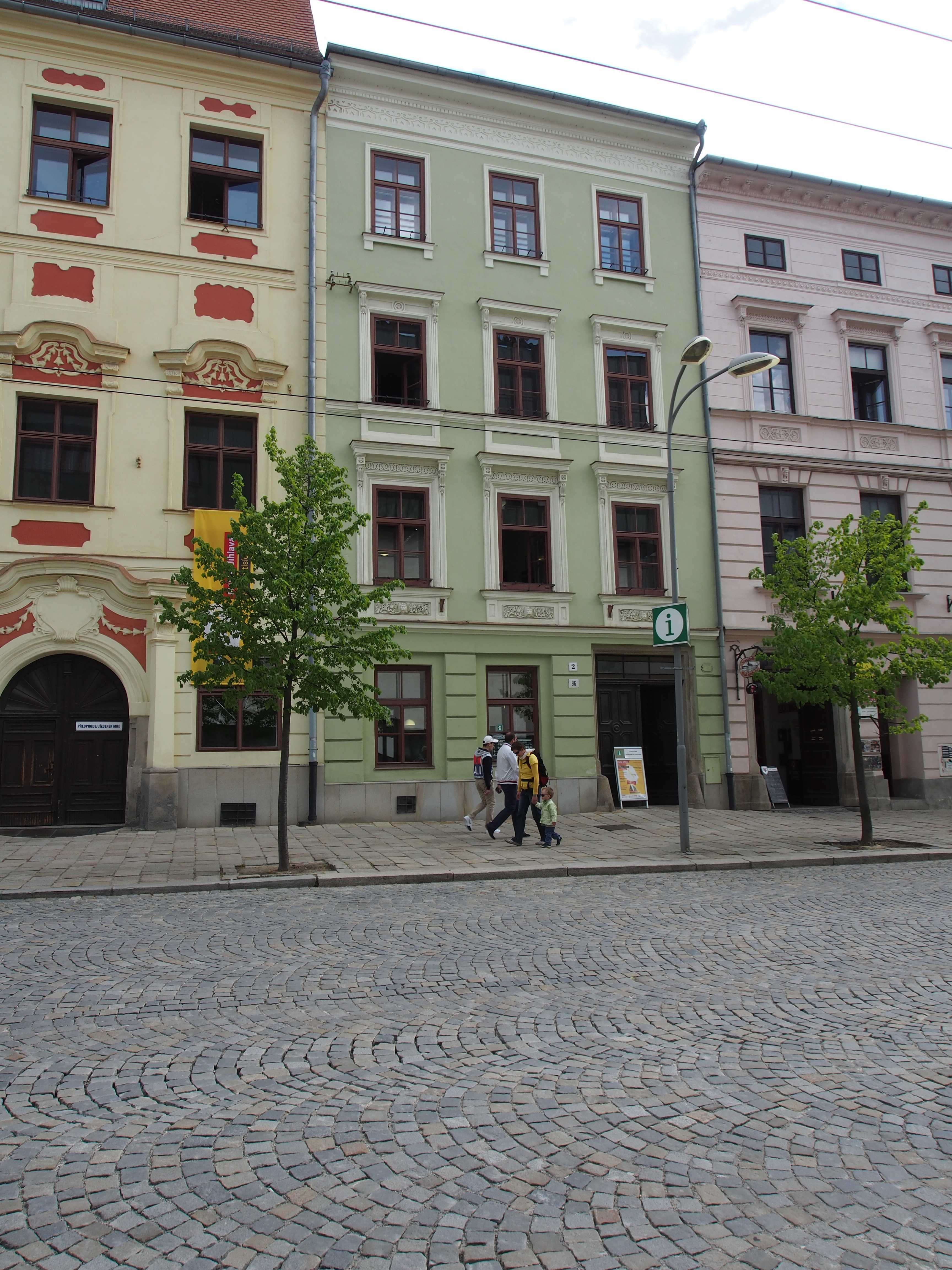
Kentlinův dům
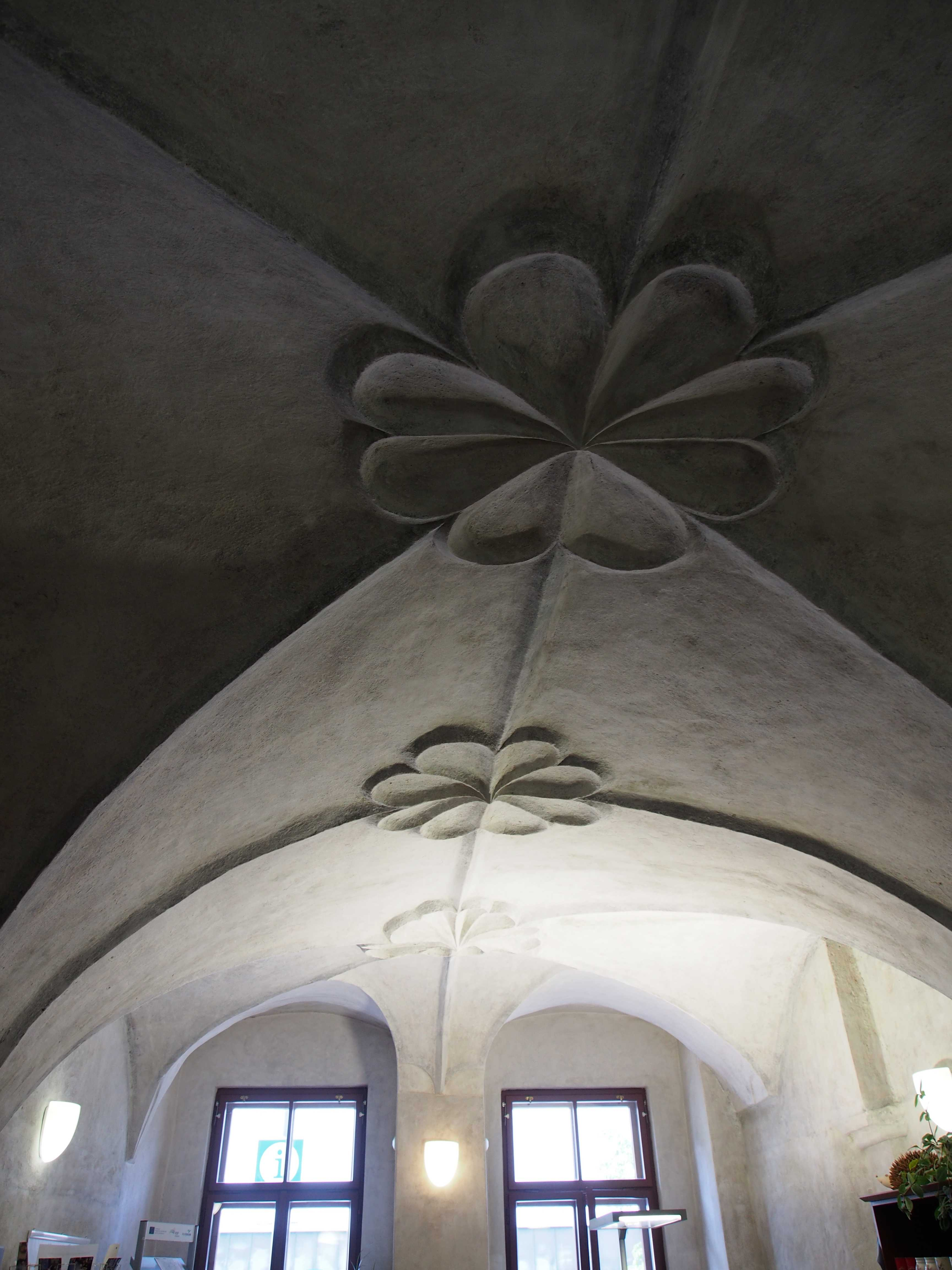
Hřebínková klenba (Kentlinův dům)
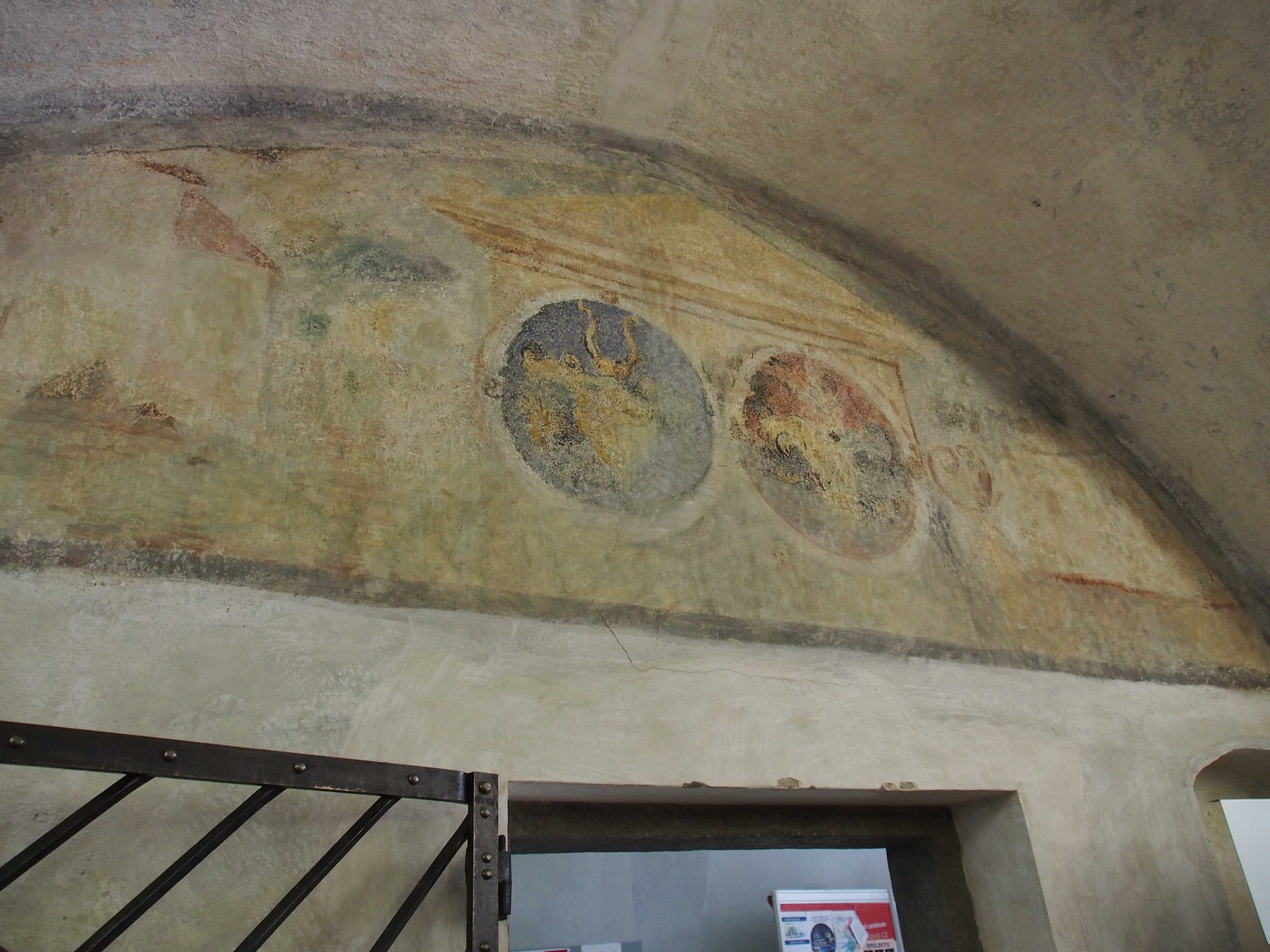
Freska erbů (Kentlinův dům)
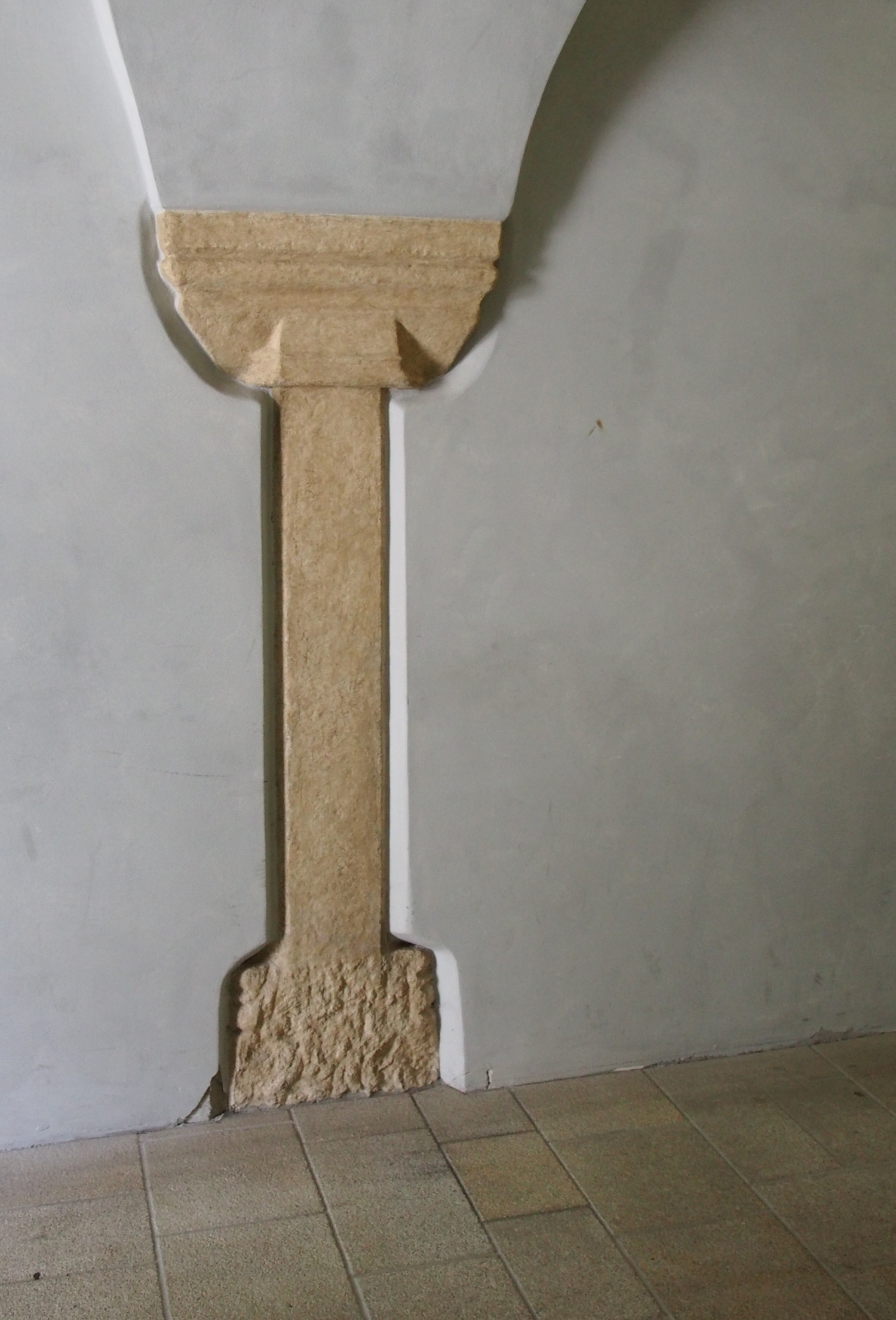
Sloupek (Kentlinův dům)
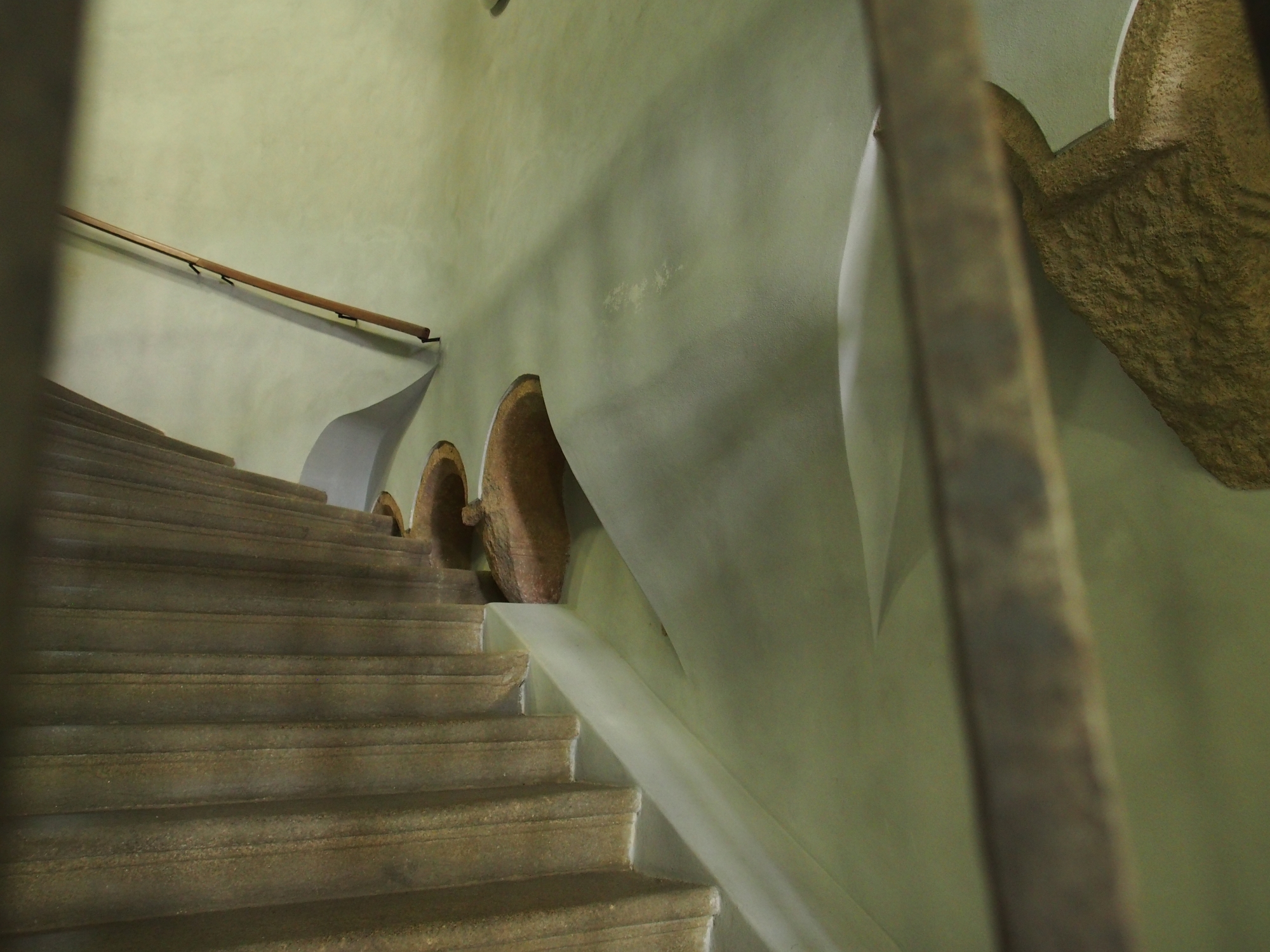
Gotické sedile (Kentlinův dům)
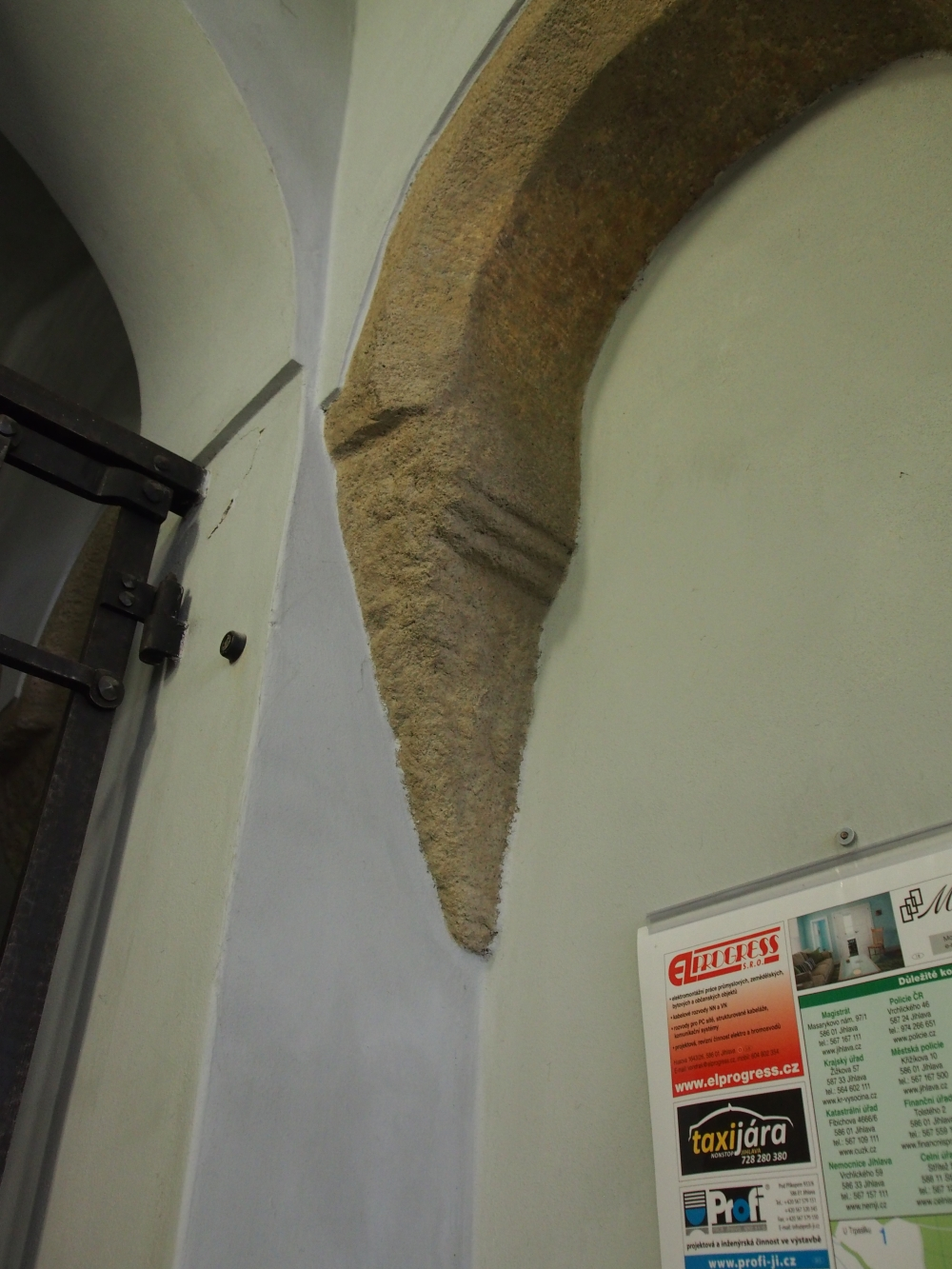
Gotické sedile (Kentlinův dům)
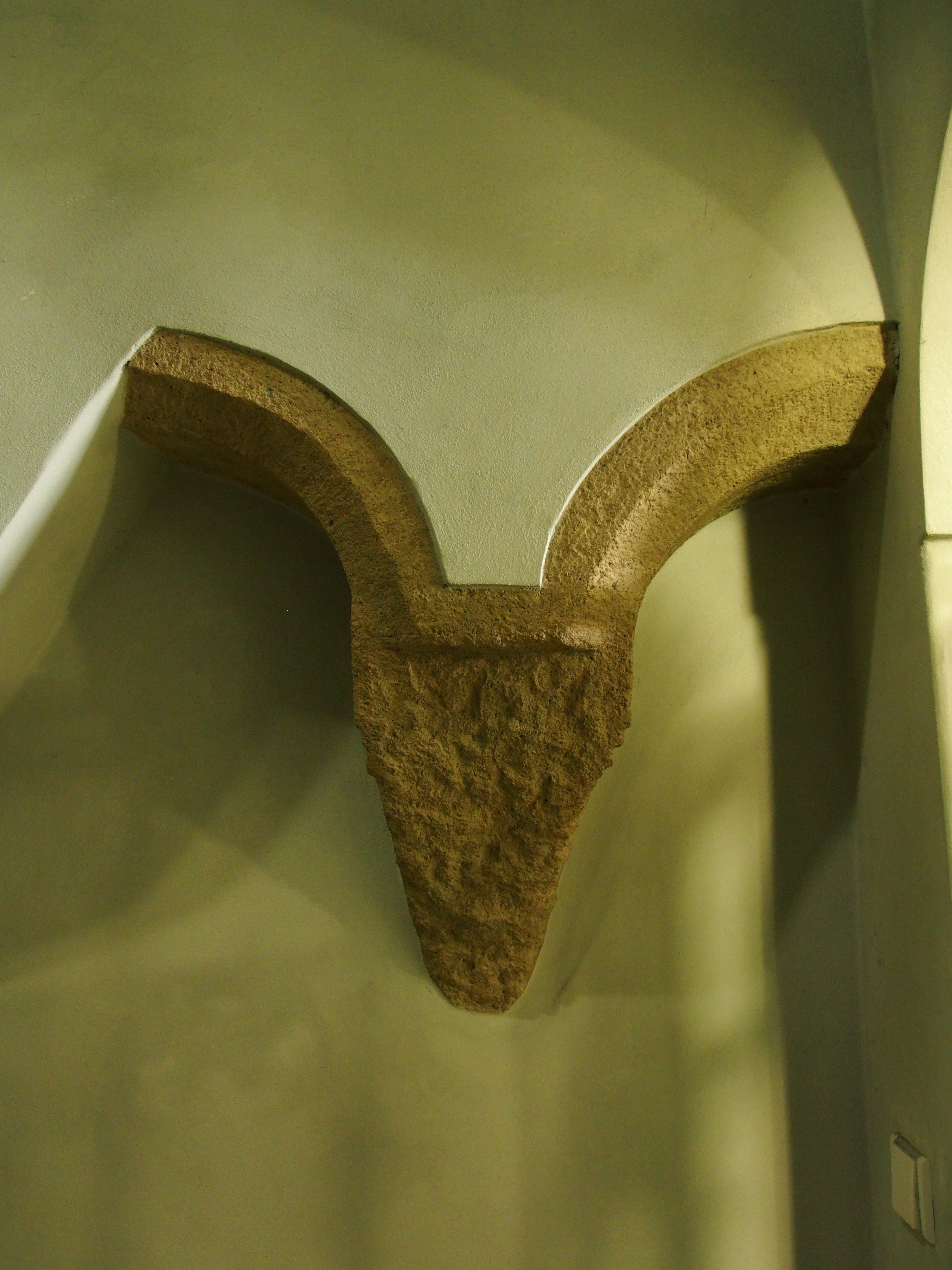
Gotické sedile (Kentlinův dům)
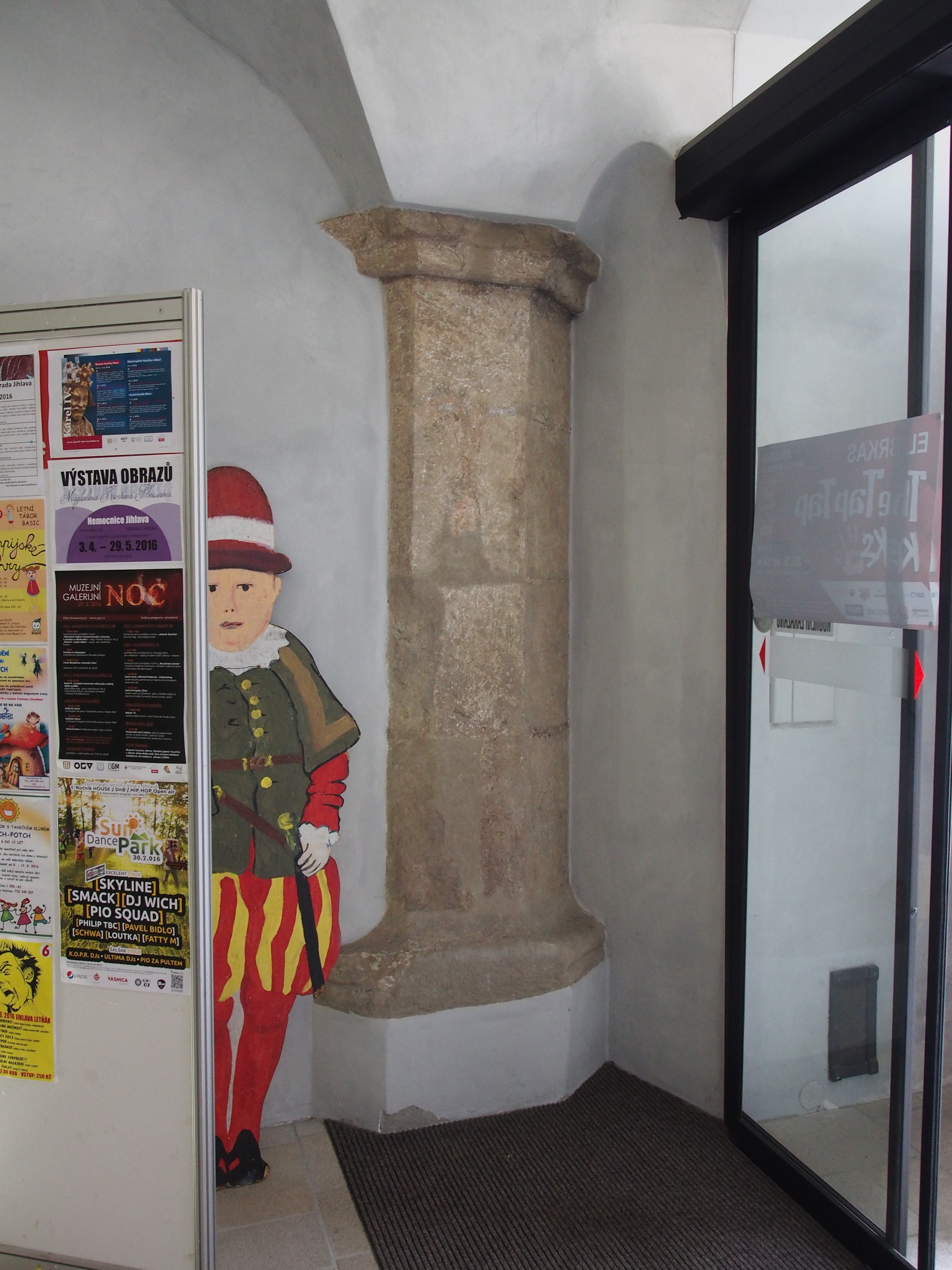
Portál zbylého loubí (Kentlinův dům)
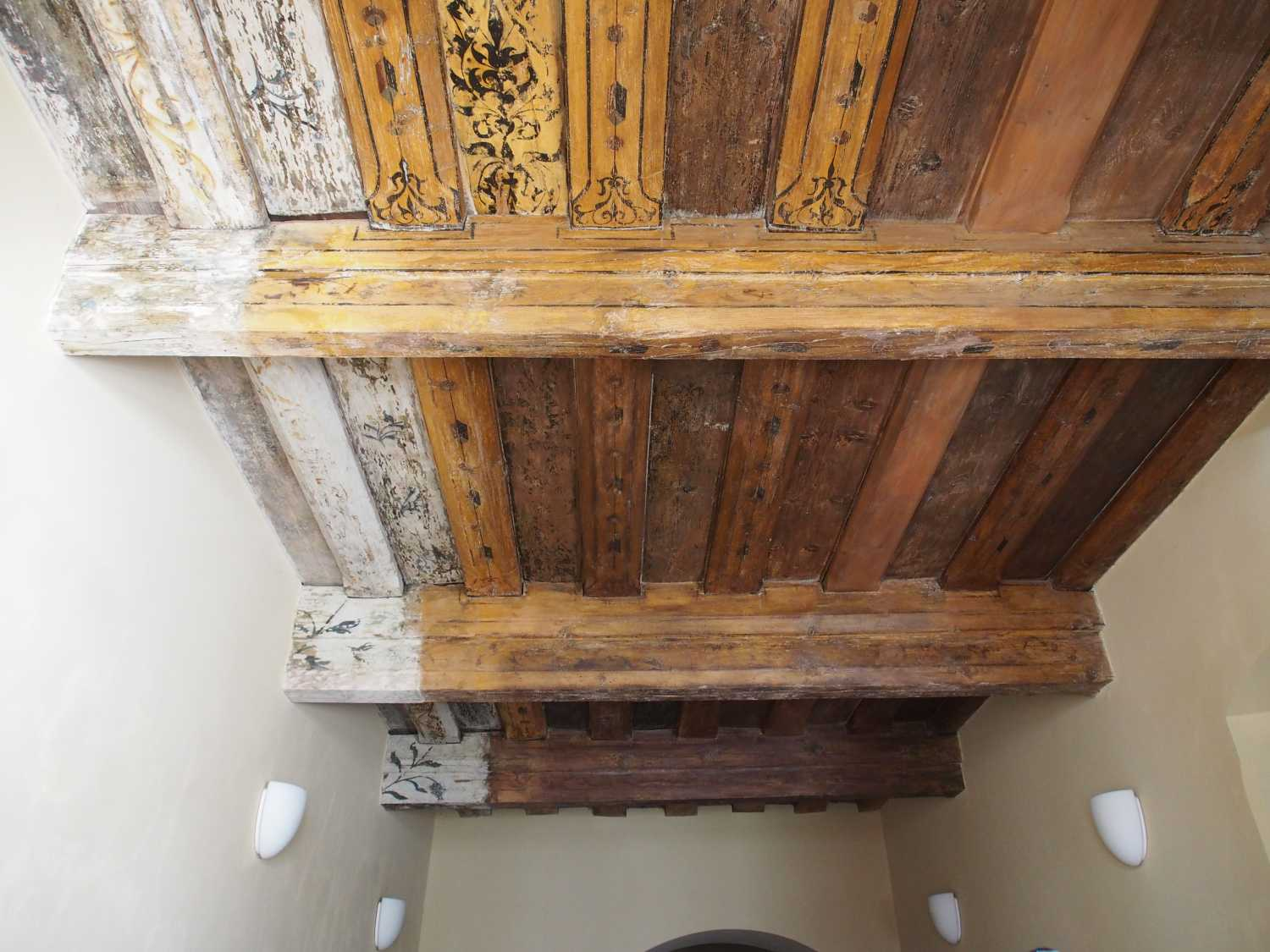
Renesanční záklopový strop v prvním patře (Kentlinův dům)
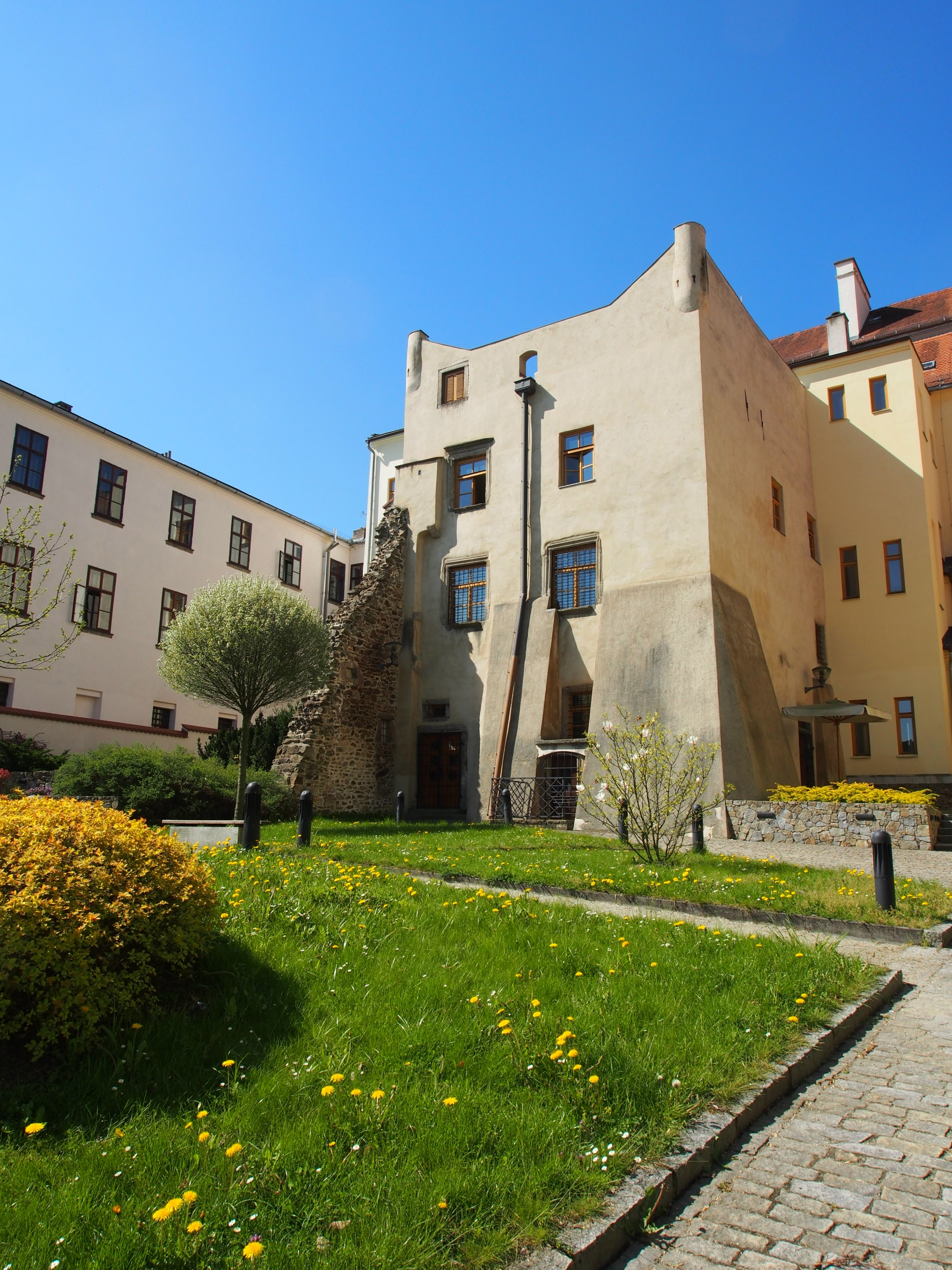
Radniční dvůr
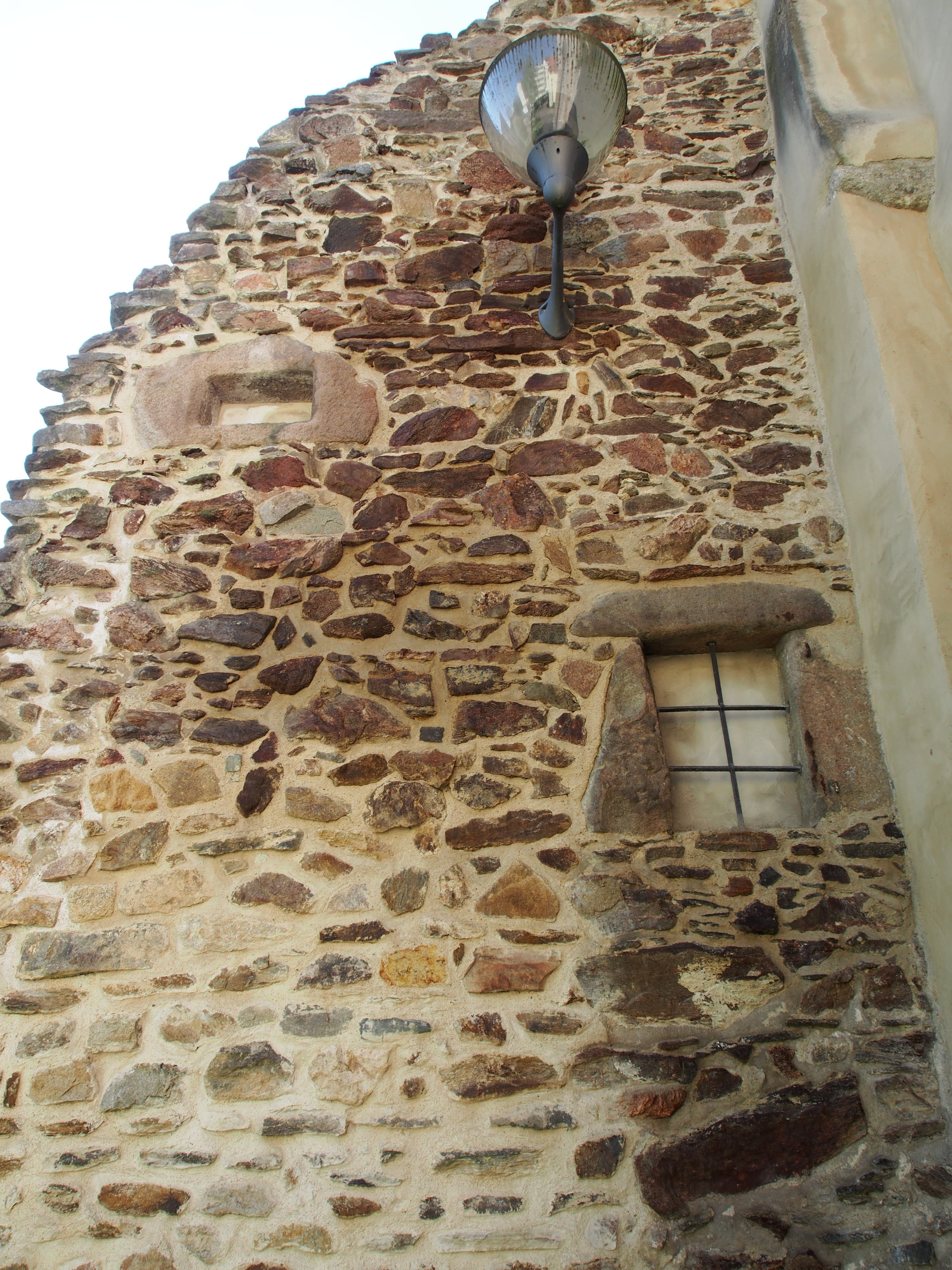
Radniční dvůr

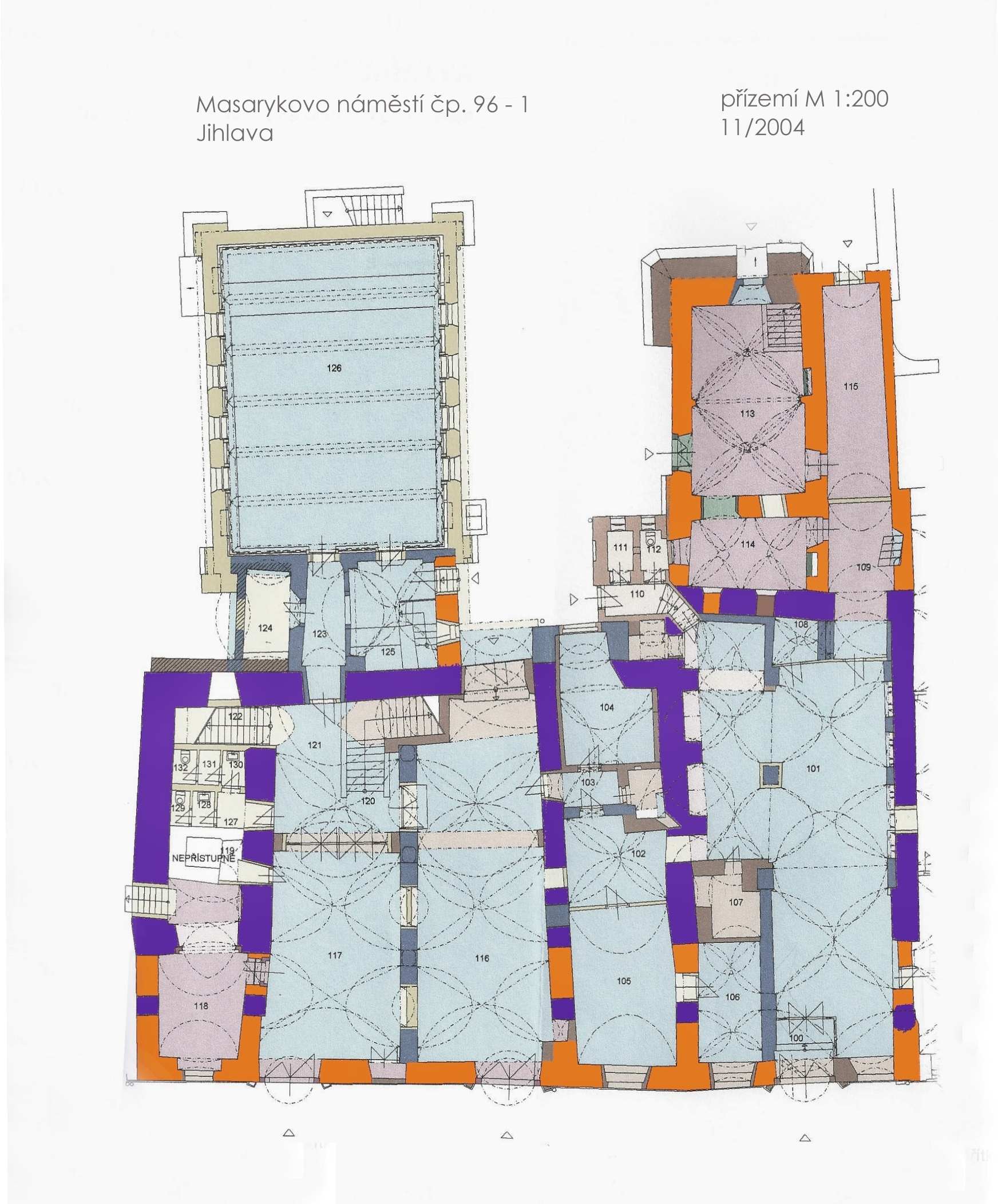
Půdorys přízemí (Dům č. p. 96 - 1)
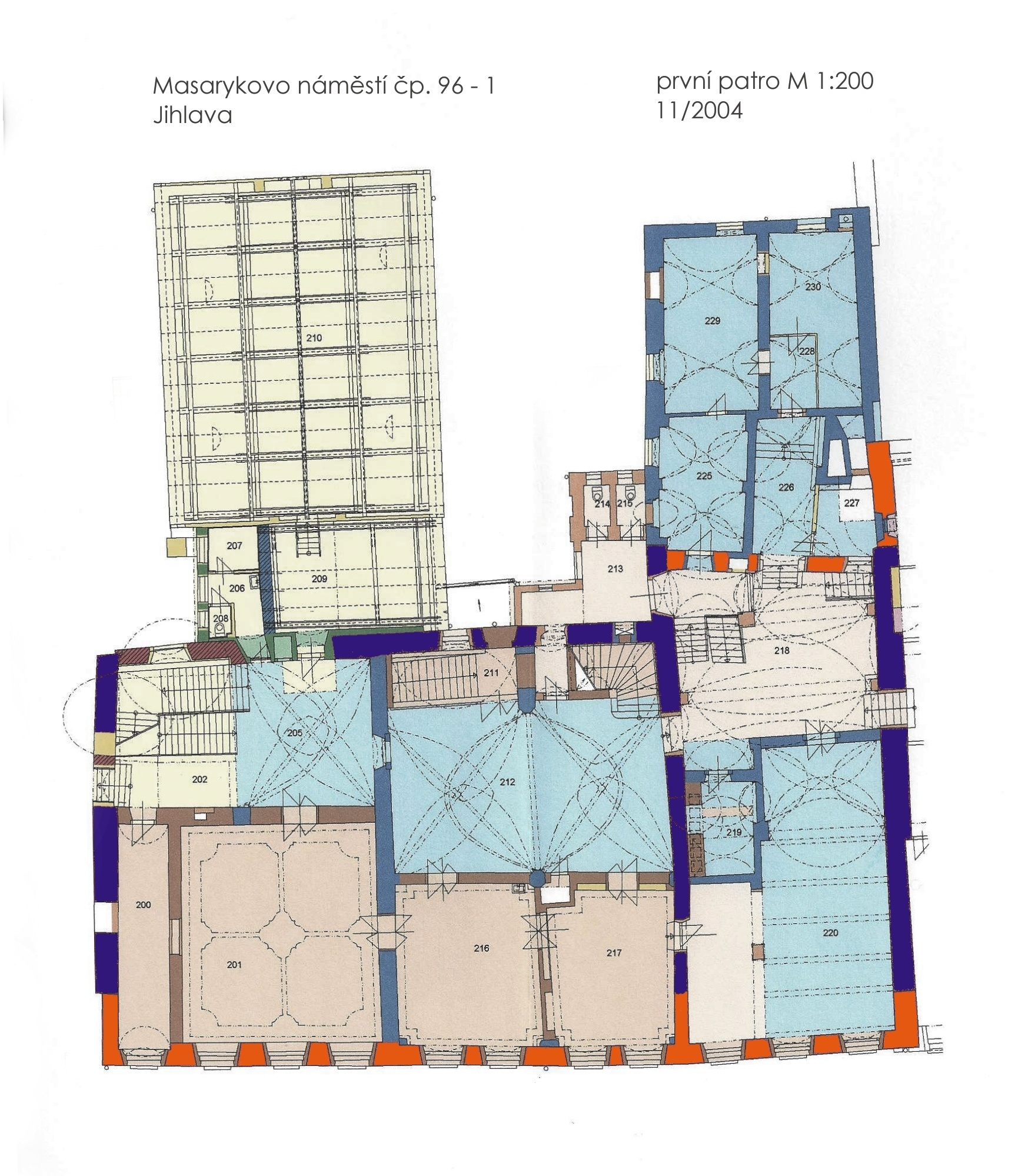
Půdorys prvního patra (Dům č. p. 96 - 1)
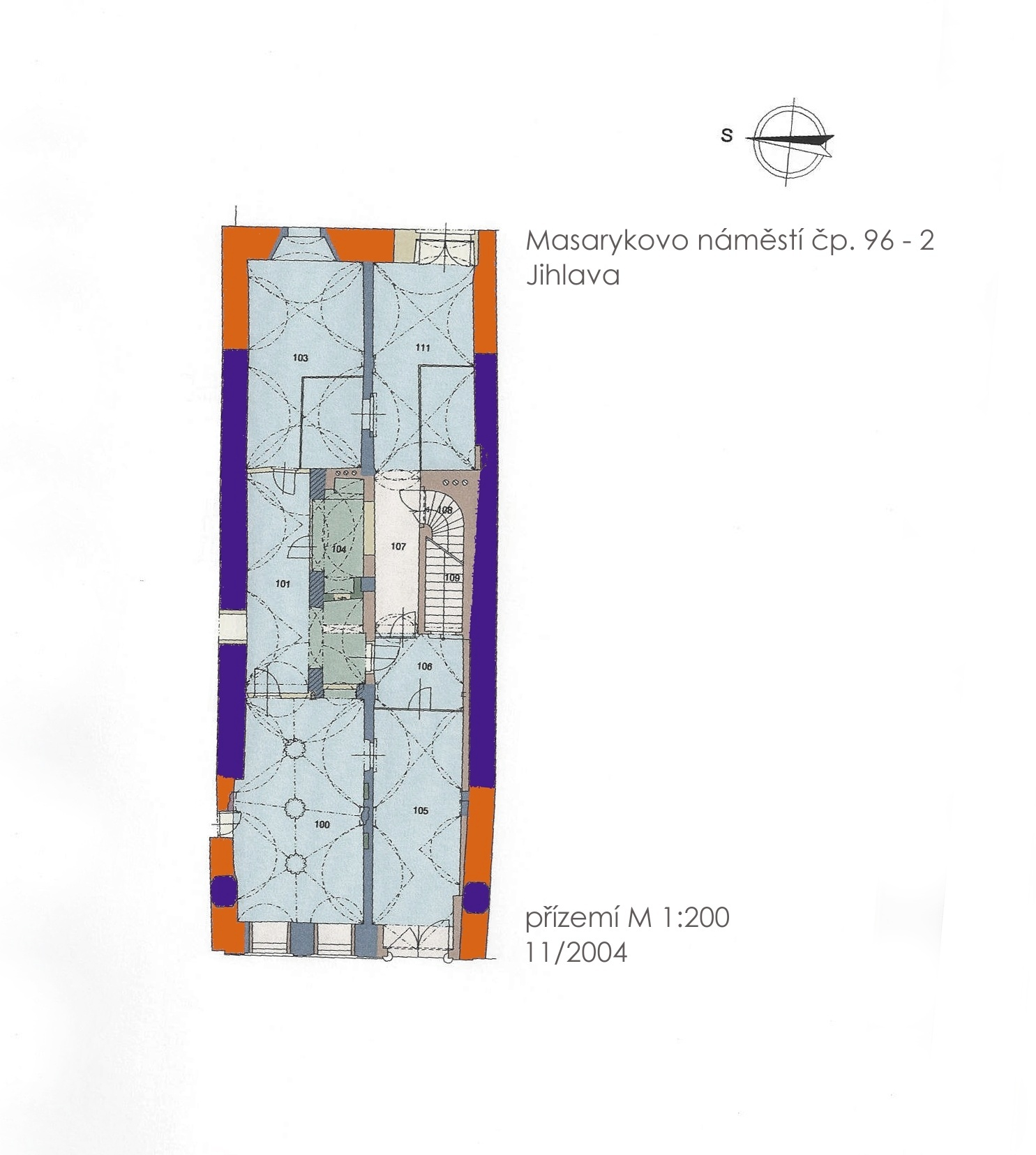
Půdorys přízemí (Kentlinův dům)
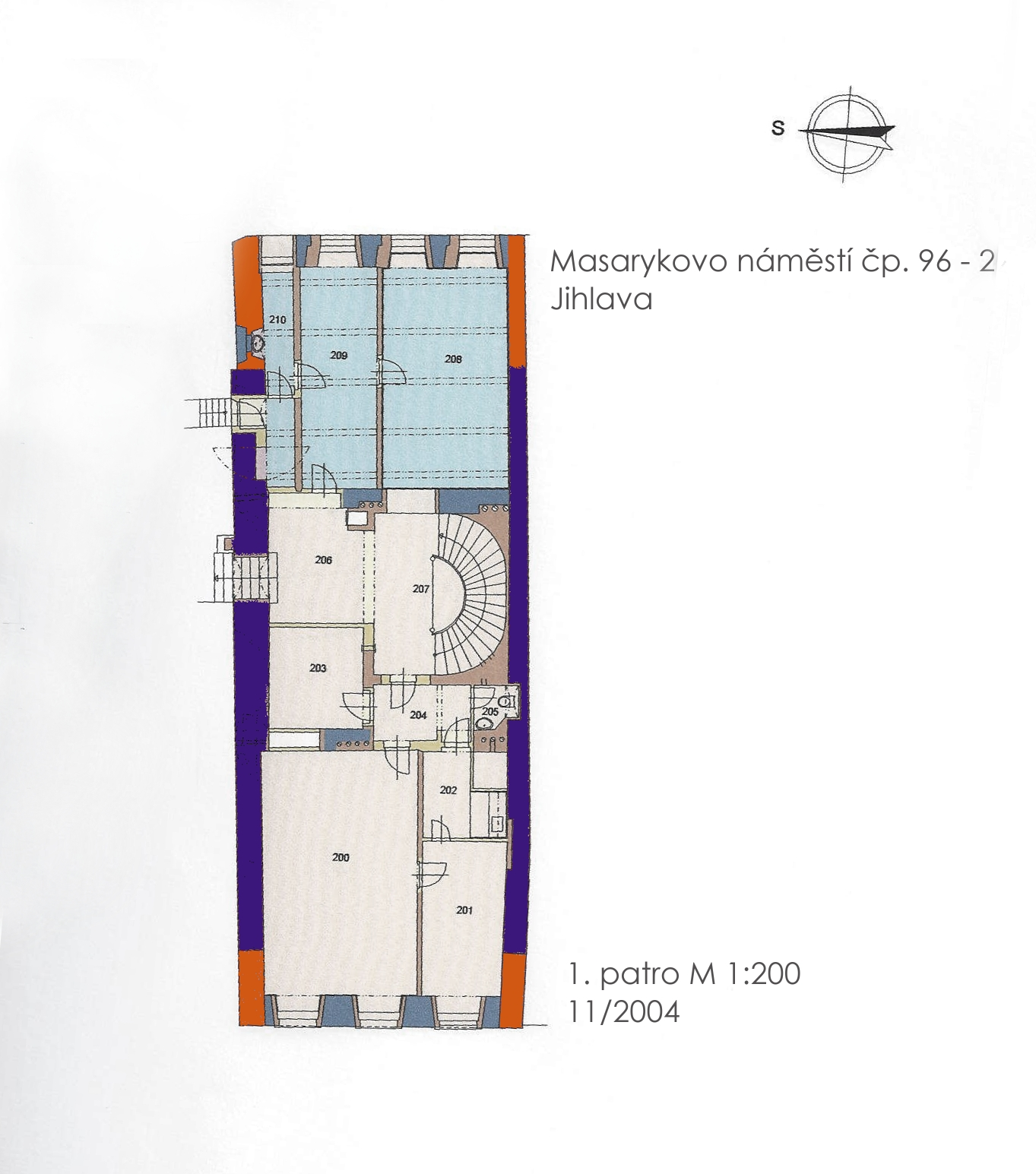
Půdorys prvního patra (Kentlinův dům)